# Basilica di Santa Croce
La basilica di Santa Croce è una chiesa di Firenze, nell'omonima piazza. È una delle più grandi chiese francescane e una delle massime realizzazioni del gotico in Italia. La basilica possiede il rango di basilica minore. È monumento nazionale italiano.
Santa Croce è un simbolo prestigioso di Firenze, il luogo di incontro dei più grandi artisti, teologi, religiosi, letterati, umanisti e politici, che determinarono, nella buona e cattiva sorte, l'identità della città tardo-medievale e rinascimentale. Al suo interno trovarono inoltre ospitalità celebri personaggi della storia della Chiesa come san Bonaventura, Pietro di Giovanni Olivi, sant'Antonio da Padova, san Bernardino da Siena, san Ludovico d'Angiò. Fu anche luogo d'accoglienza per pontefici come Sisto IV, Eugenio IV, Leone X, Clemente XIV.
Il grande poeta neoclassico Ugo Foscolo la elesse nella sua opera Dei sepolcri a famedio nazionale d'Italia. Nella chiesa trovano infatti posto i sepolcri dei geni di più eccelsa raffinatezza che l'Italia abbia dato al mondo: le "urne dei forti", come Foscolo le chiama nel suo carme.

## Storia

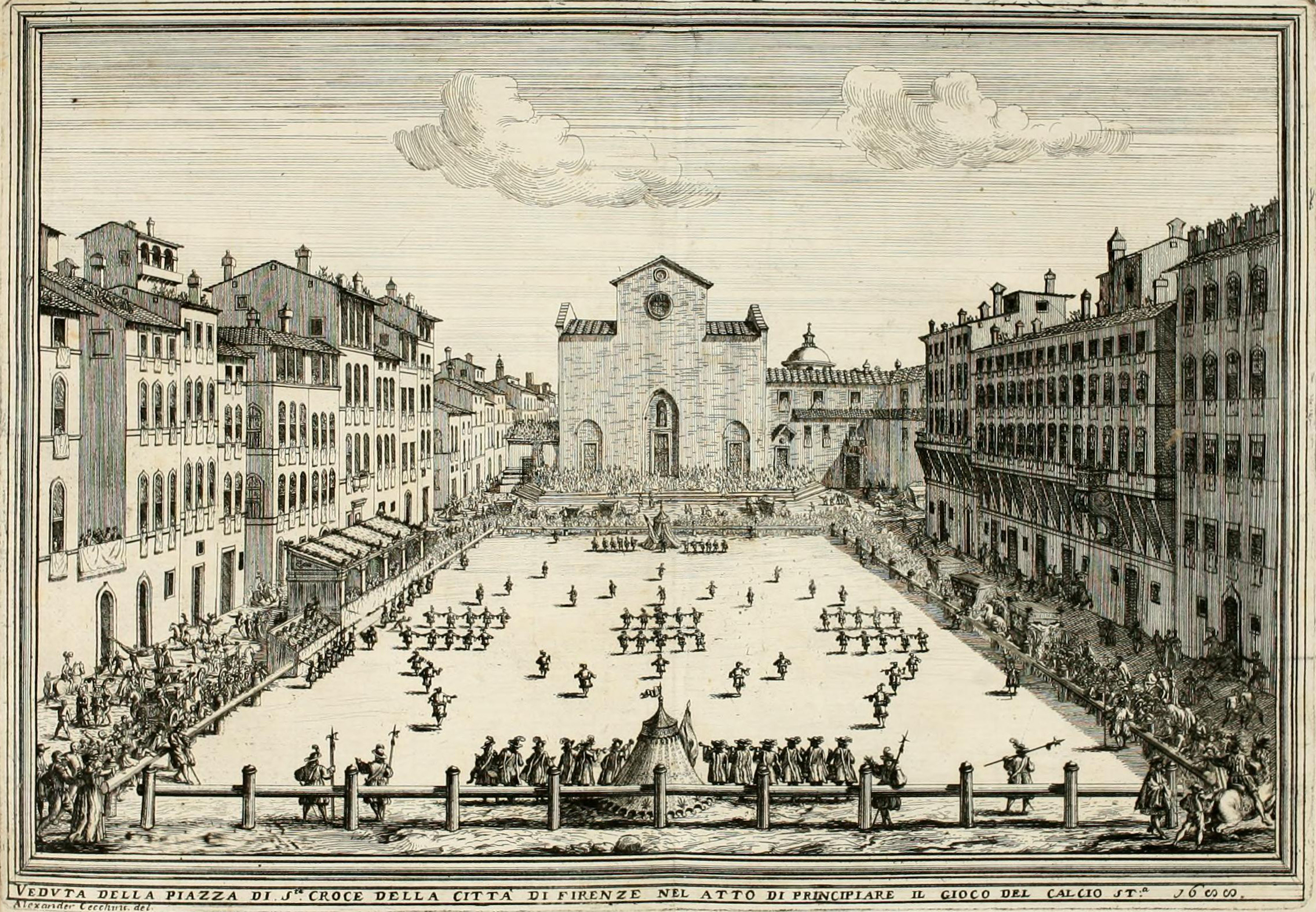
Piazza Santa Croce nel 1688

San Francesco d'Assisi visitò Firenze già nel 1211, percorrendo la via Cassia. Nel 1226-1228 un gruppo di suoi seguaci si stabilì in città, scegliendo una zona inospitale subito fuori le mura, al centro di un'isoletta formata da due bracci dell'Arno che si separavano vicino all'attuale piazza Beccaria, per ricongiungersi davanti alle mura che passavano all'altezza di via Verdi-via de' Benci. Qui fondarono un oratorio che, al crescere della comunità di frati, fu prima ingrandito e poi, dal 1252, completamente ristrutturato.
Tali lavori provocarono vivaci controversie tra i frati, tra chi voleva un edificio essenziale e povero, in linea con la Regola, e chi un'architettura più ampia. In ogni caso la nuova chiesa si rese presto inequivocabilmente insufficiente, per cui nel 1294 si decise di ricostruire ex-novo l'edificio, con un grandioso progetto elaborato probabilmente da Arnolfo di Cambio, l'architetto impegnato in quegli anni nei più grandiosi progetti del Comune. Giovanni Villani ricordò come la chiesa venne fondata il 3 maggio di quell'anno, alla presenza di "molti vescovi e prelati e chierici e religiosi e il podestà e il capitano del Popolo e priori e tutta la buona gente di Firenze, uomini e donne, con grande festa e solennità". Si iniziò a lavorare dall'abside, lasciando temporaneamente in uso ai frati la vecchia chiesa, finché fu possibile. I resti dell'antico edificio sono stati localizzati nel 1966, a seguito del cedimento del pavimento della basilica dopo l'alluvione di Firenze.
Sull'attribuzione ad Arnolfo di Cambio non abbiamo documenti scritti che lo confermino, ma la critica ha confermato ormai l'attribuzione tradizionale, sia per l'elevato livello qualitativo del complesso, sia per le analogie con altre opere del grande architetto. Fu edificata a spese della popolazione della Repubblica fiorentina. Alla morte di Arnolfo nel 1302 doveva essere completata la parte del coro e del transetto, con le cappelle. Procedendo con speditezza, i lavori nel 1320 resero la basilica utilizzabile, ma in seguito, le vicende della crisi, dell'alluvione e della peste, ne rallentarono vistosamente il completamento. Non si sa esattamente quando la basilica fu terminata, forse attorno al 1385. Fu comunque consacrata solo durante l'epifania del 1443 dal cardinale Bessarione, alla presenza di papa Eugenio IV. Durante l'occupazione francese, Vivant Denon rastrellò il San Francesco, e il Miracolo del moribondo dipinto da Pesello Peselli, proveniente dal convento per inviarlo in Francia, oggetto delle spoliazioni napoleoniche. Il convento nacque praticamente in contemporanea alla basilica. Al nucleo iniziale si aggiunsero presto la sagrestia, il dormitorio, l'infermeria, la foresteria, il refettorio e la biblioteca.
A partire dal 1566 e su volontà di Cosimo I de' Medici lo spazio della chiesa venne trasformato in senso controriformato abbattendo il tramezzo ed il coro, le cappelle e i monumenti funebri addossati alle pareti delle navate, che furono occupate da grandi altari lapidei realizzati su disegno del Vasari nei quali furono collocate pale di soggetto cristologico opera di vari artisti.

La basilica durante l'alluvione del 1966

La basilica ha continuato ad essere arricchita e modificata nei sette secoli dalla sua fondazione, acquisendo sempre nuovi connotati simbolici: da chiesa francescana a "municipio" religioso per le grandi famiglie e le corporazioni, da laboratorio e bottega artistica a centro teologico, da "pantheon" delle glorie italiane a luogo di riferimento della storia politica dell'Italia pre e post-unitaria.
Sebbene la basilica fosse stata usata come luogo di sepoltura di molti personaggi illustri, al pari di molte altre chiese, è nell'Ottocento che diventò un vero e proprio Pantheon di personaggi celebri legati all'arte, alla musica e alla letteratura, dopo la definizione che le diede Ugo Foscolo quale Tempio dell'itale glorie. 
Nel 1871 infatti veniva qui sepolto con una affollatissima cerimonia pubblica lo stesso Foscolo, morto nel 1827 a Turnham Green, secondo il suo stesso desiderio di essere sepolto accanto ad altri grandi personaggi toscani come Michelangelo, Machiavelli, Galileo. 

Dopo questo episodio altri personaggi illustri furono traslati e sepolti nella basilica, come Gioachino Rossini nel 1887. Per Dante fu approntato invece solo un monumentale cenotafio poiché la città di Ravenna si rifiutò di cedere le spoglie del poeta morto in esilio.
Santa Croce arrivò a ospitare quindicimila salme, con una grande mole di richieste da tutta Italia dopo che la sua fama di custode delle Urne de' forti si era diffusa. Ciascuna richiesta era esaminata da un'apposita commissione e approvata dal Granduca in persona, il quale stabiliva anche l'entità dell'elargizione di volta in volta.
Nel 1966 l'alluvione di Firenze inflisse gravissimi danni al complesso della basilica e del convento, situati nella parte più bassa di Firenze, tanto da diventare tristemente nota come simbolo delle perdite artistiche subite dalla città (soprattutto con la distruzione del Crocifisso di Cimabue), ma anche della sua rinascita dal fango, attraverso la capillare opera di restauro e di conservazione.

## Architettura esterna

### La facciata incompiuta originaria

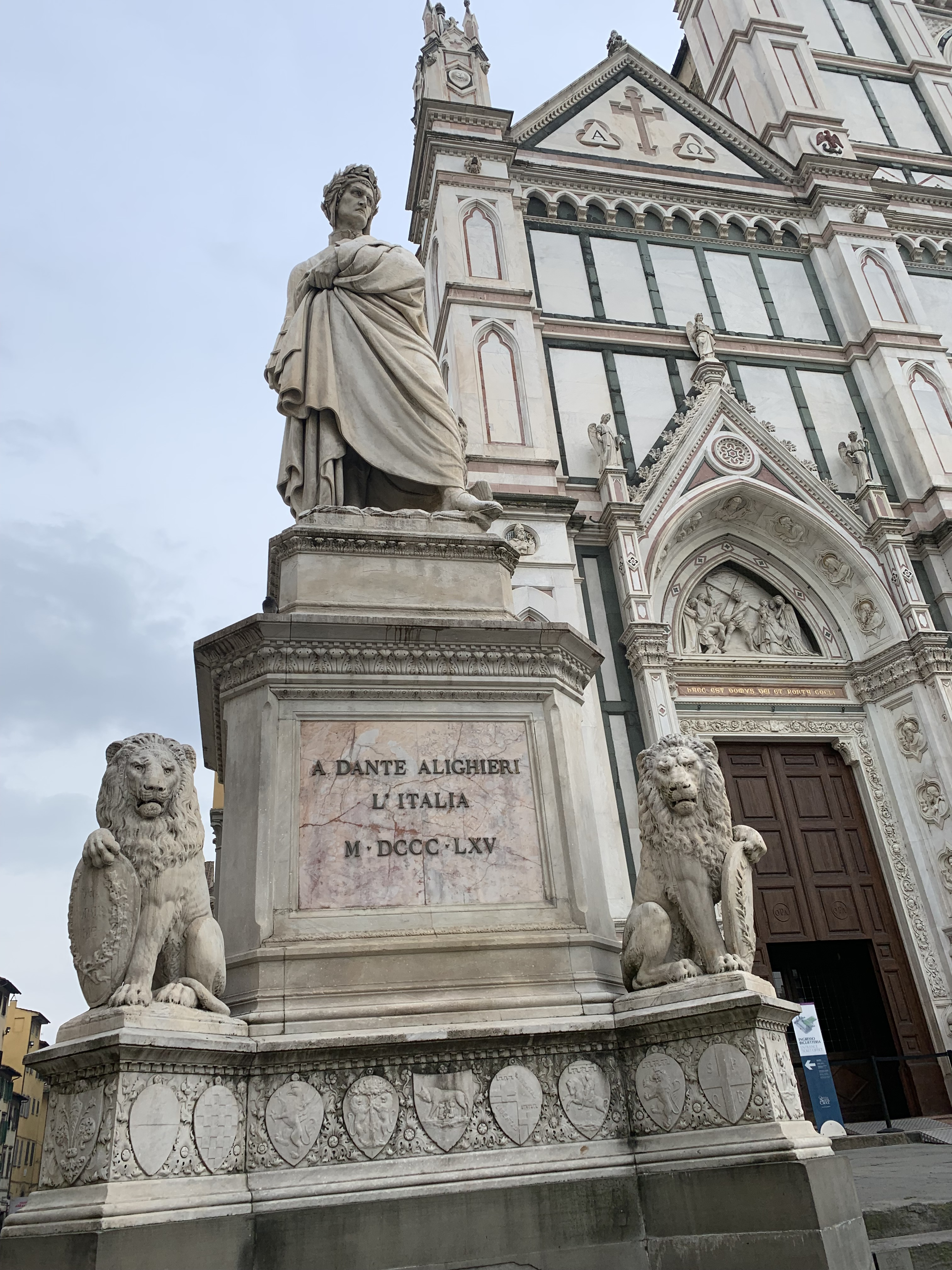
Statua di Dante Alighieri posta fuori dalla basilica

Originariamente la facciata, innalzata su otto gradini, era incompiuta, come in molte basiliche fiorentine. La parete di pietraforte a vista assomigliava molto a quello che ancora si vede a San Lorenzo, sebbene di forma e proporzioni diverse. Nel Quattrocento, la famiglia Quaratesi si era fatta avanti per finanziare la realizzazione della facciata affidandola a Simone del Pollaiolo detto Il Cronaca. La condizione era però che lo stemma Quaratesi apparisse bene in vista al centro del fronte principale, ma questa richiesta scoraggiò i frati francescani dall'accettare la proposta e la ricca famiglia decise così di dedicarsi all'abbellimento di un'altra chiesa francescana, San Salvatore al Monte. L'aspetto della vecchia facciata incompiuta ci è testimoniato da stampe e dipinti: oltre allo stemma di Cristo sopra il rosone (posto nel 1437 durante una grave pestilenza), in una nicchia al centro del semplice portale centrale, come unica decorazione, si trovava la statua di bronzo dorato di San Ludovico di Tolosa di Donatello, qui trasferita da una nicchia di Orsanmichele e che oggi si può ammirare nel refettorio del convento.

### La facciata di Niccolò Matas
Nella metà dell'Ottocento, la sensibilità artistica dominante sentiva l'esigenza di completare le grandi opere architettoniche del passato che erano rimaste, per motivi contingenti, incomplete. Per la facciata di Santa Croce esisteva pertanto in quegli anni un acceso dibattito artistico.
In questo contesto, la facciata odierna fu progettata dal 1837 e messa in opera tra il 1853 e il 1863 su progetto dell'architetto Niccolò Matas, che si ispirò alle grandi cattedrali gotiche come il duomo di Siena e il duomo di Orvieto, rivisti alla luce della sua epoca. I primi due progetti del Matas per Santa Croce erano neogotici ma, nell'intento di armonizzare la nuova facciata con la vicina Cappella dei Pazzi, rinascimentale, nel 1854 elaborò un terzo progetto che poi fu quello definitivo. Per esso, Matas dichiarò di essersi ispirato al progetto del Cronaca, architetto a cui nel Quattrocento era stato commissionato il disegno della facciata della chiesa. L'opera del Matas, realizzata tra il 1854 e il 1863 segue pertanto quegli stilemi dell'architettura romanica e gotica fiorentina che erano ancora vivi nella Firenze del Quattrocento. Ciò portò alla decisione di dare alla facciata un coronamento a tre cuspidi e all'uso di marmi bianchi e verdi alternati con l'inserimento di intarsi di marmi policromi. Lo stesso Matas spiegò le sue scelte architettoniche nell'opuscolo S. Croce a Firenze e la sua facciata, pubblicato a Firenze nel 1863, e in occasione del discorso inaugurale.
Il cantiere fu finanziato in larga parte dal facoltoso protestante inglese sir Francis Joseph Sloane. Il risultato finale riscosse molti apprezzamenti e valse al Matas, da parte dall'Associazione toscana, l'incarico di redigere un progetto per la facciata di Santa Maria del Fiore (1842); alcuni studiosi ne evidenziano la semplicità e il carattere umile a confronto con il progetto di Emilio De Fabris, che fu quello poi realizzato.
Come altri cantieri del XIX secolo improntati alla “interpretazione ideologica” dei manufatti, si trattò di un cantiere che provocò perdite gravi - ancorché scarsamente studiate dalla storiografia - come la demolizione del palazzo dell’Inquisizione (a destra della facciata) e la conseguente distruzione del relativo cortile, che venne accorpato a ciò che restava del primo chiostro antistante la brunelleschiana Cappella Pazzi, ottenendo un chiostro evidentemente improbabile, anche solo considerandone l’impronta planimetrica che ricorda la lettera “P”; per effetto di quelle demolizioni la stessa Cappella Pazzi si può oggi scorgere dalla piazza - ovvero dall’attuale uscita del percorso di visita al complesso sacro-museale con una prospettiva che nulla ha a che vedere con il pensiero brunelleschiano, ma che forse a suo distorto modo alimenta il mito di Santa Croce in Italia e all'estero.
La stella di Davide inserita nel timpano della facciata è stata a volte intesa come un'allusione alla fede religiosa ebraica dell'architetto Matas, ma ciò non è assolutamente provato e si deve ricordare che tale simbolo fa parte anche del repertorio cristiano.
Durante la realizzazione, in Matas si valse della collaborazione dello scultore Giovanni Duprè. Tra le opere d'arte che appaiono sulla facciata spiccano le tre lunette dei portali, che ricordano la leggenda della Vera Croce, alla quale la chiesa è dedicata: da sinistra sono il Ritrovamento della Croce di Tito Sarrocchi, il Trionfo della Croce di Giovanni Duprè e la Visione di Costantino di Emilio Zocchi (Santa). Il portale centrale ha le ante lignee che fino al 1903 erano sul Duomo. Il Parlamento italiano nel 1886 decise di porre la sepoltura di Matas sotto la soglia d'ingresso della basilica.

### I fianchi

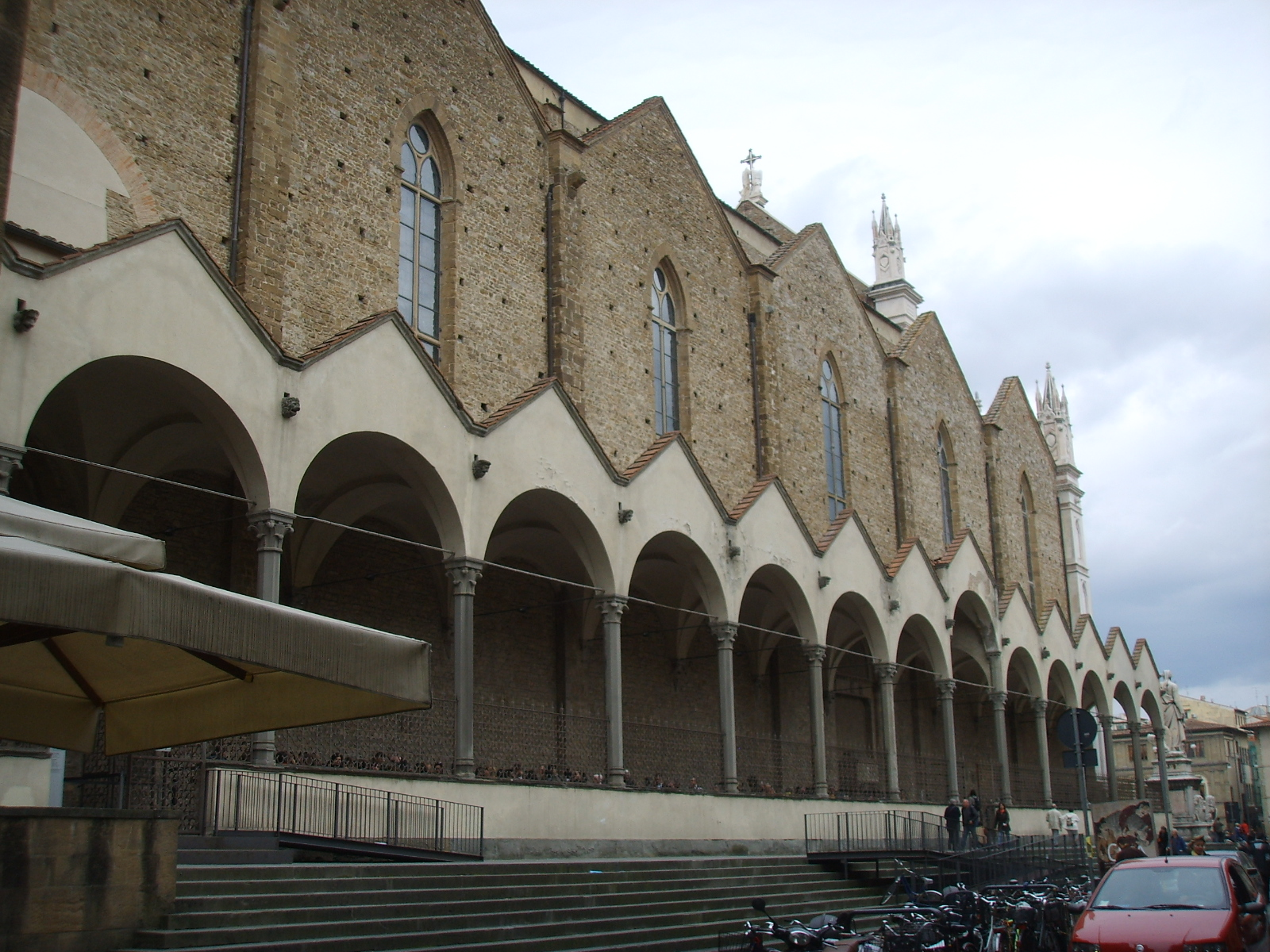
Il portico laterale

Inconfondibile è il profilo esterno della basilica, coi fianchi ritmati dai nudi timpani triangolari delle false campate della navata (la copertura non è infatti a volta, secondo lo stile paleocristiano che Arnolfo aveva visto a Roma). Su ciascun scomparto si apre un'alta bifora, mentre il paramento è in semplice pietraforte a vista, decorato solo da pluviali a forma di teste umane o leonine, oggi molto sciupati.
Sul fianco sinistro è addossato alla basilica un porticato trecentesco, detto delle Pinzochere, che venne restaurato e ingrandito a metà dell'Ottocento. Sotto di esso, oltre all'ingresso e la biglietteria per la basilica, si possono vedere numerosi stemmi gentilizi incassati nella parete e due monumenti funebri più consistenti: quello di Alamanno Caviccioli, del 1337 circa, e, oltre la porta laterale, quello di Francesco de' Pazzi di un seguace di Tino di Camaino, con un sarcofago poggiante su cariatidi.
Un portico analogo si trova anche sul lato destro, affacciato sul Chiostro Grande.
Le cuspidi triangolari proseguono anche sul lato tergale, ma sono visibile solo dal giardino interno dell'isolato, che è privato (l'unico modo per accedervi è passare dalla Scuola del Cuoio o dalla scuola elementare), o da lontano, come dal piazzale Michelangelo.

### Il campanile
L'esile campanile risale solo al 1842-1845, opera di Gaetano Baccani; anche qui, come per la facciata. Le vicende dei campanili per la Basilica erano state molto tribolate nel tempo, una struttura originale, era crollata nel 1521 rovinando sulla Chiesa, le opere successive erano state parziali o incompiute ed anche il progetto tardo cinquecentesco, affidato a Francesco da Sangallo era rimasto incompiuto, presentandosi solo con il basamento, detto dai Fiorentini "il masso di Santa Croce", poi demolito in occasione della realizzazione della nuova facciata. La realizzazione ottocentesca viene giudicata generalmente come abbastanza graziosa per la sua defilata semplicità, anche se la decorazione con la ghiera sulla cuspide rivela l'ispirazione eclettica moderna. La struttura raggiunge un'altezza totale di 78,45 m. Al suo interno trovano alloggio 6 grosse campane, fuse dal fonditore pistoiese Terzo Rafanelli nel 1843 (con qualche successiva rifusione).

## Interno

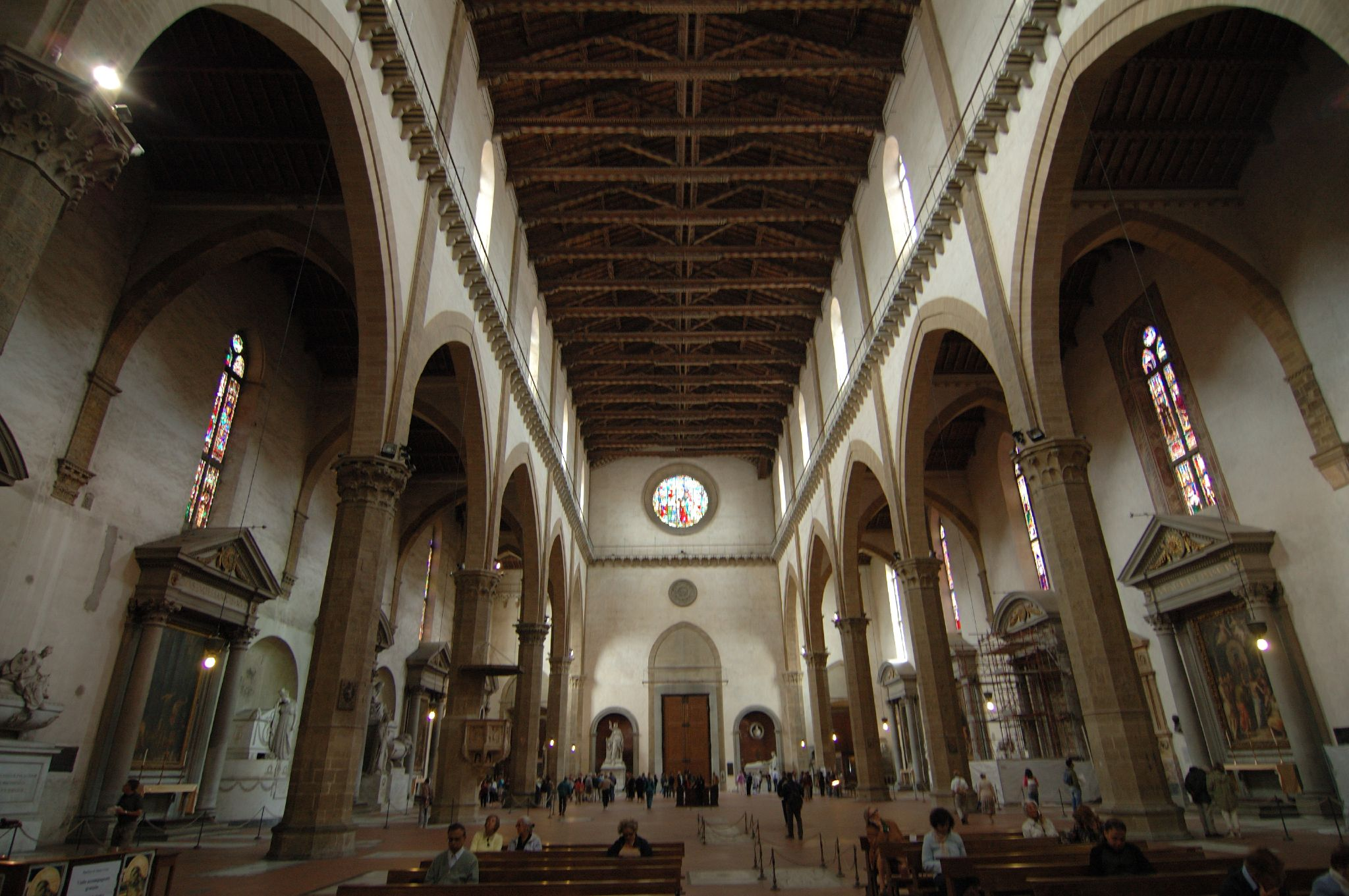
La navata arnolfiana

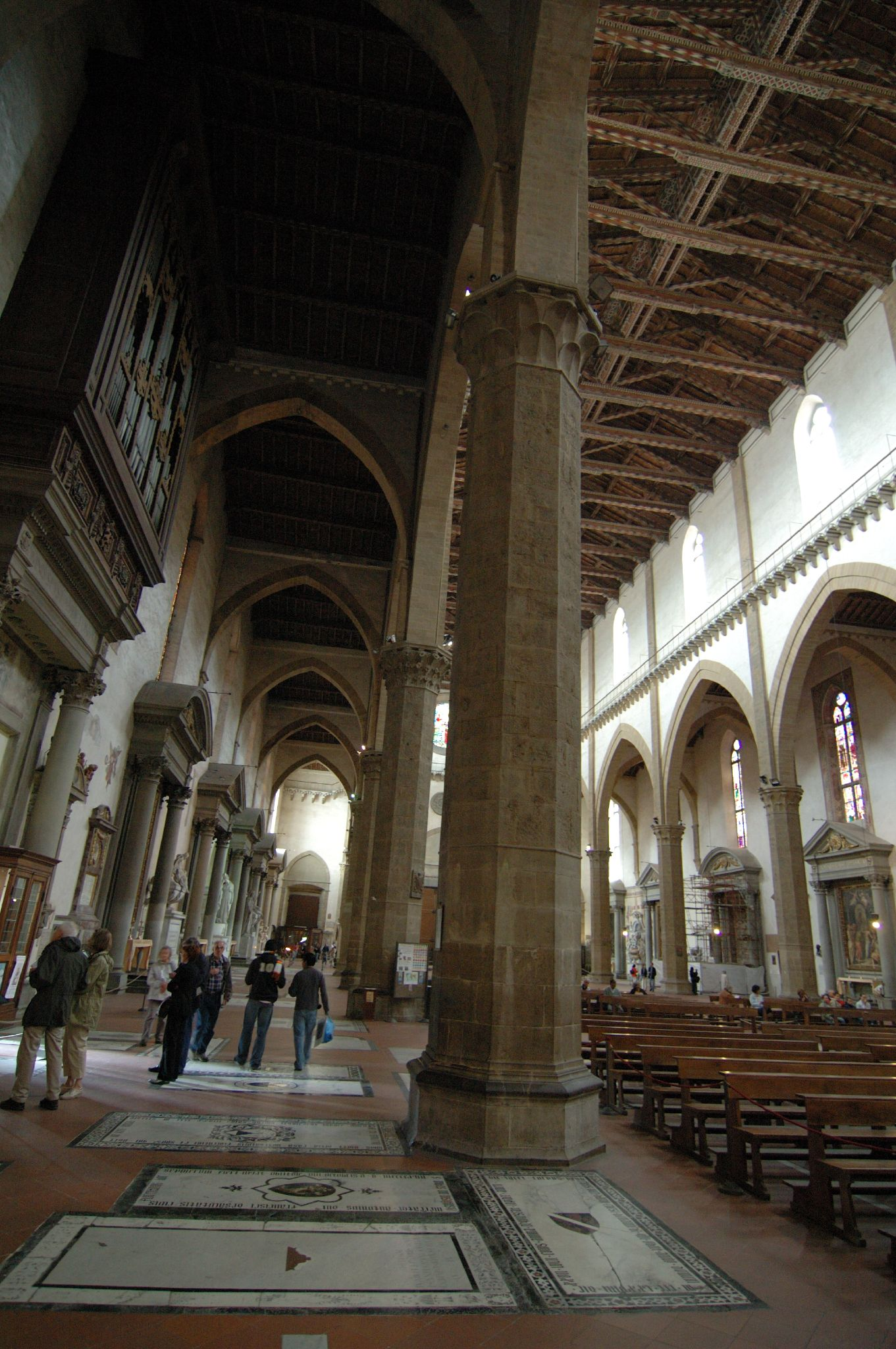
Navata laterale

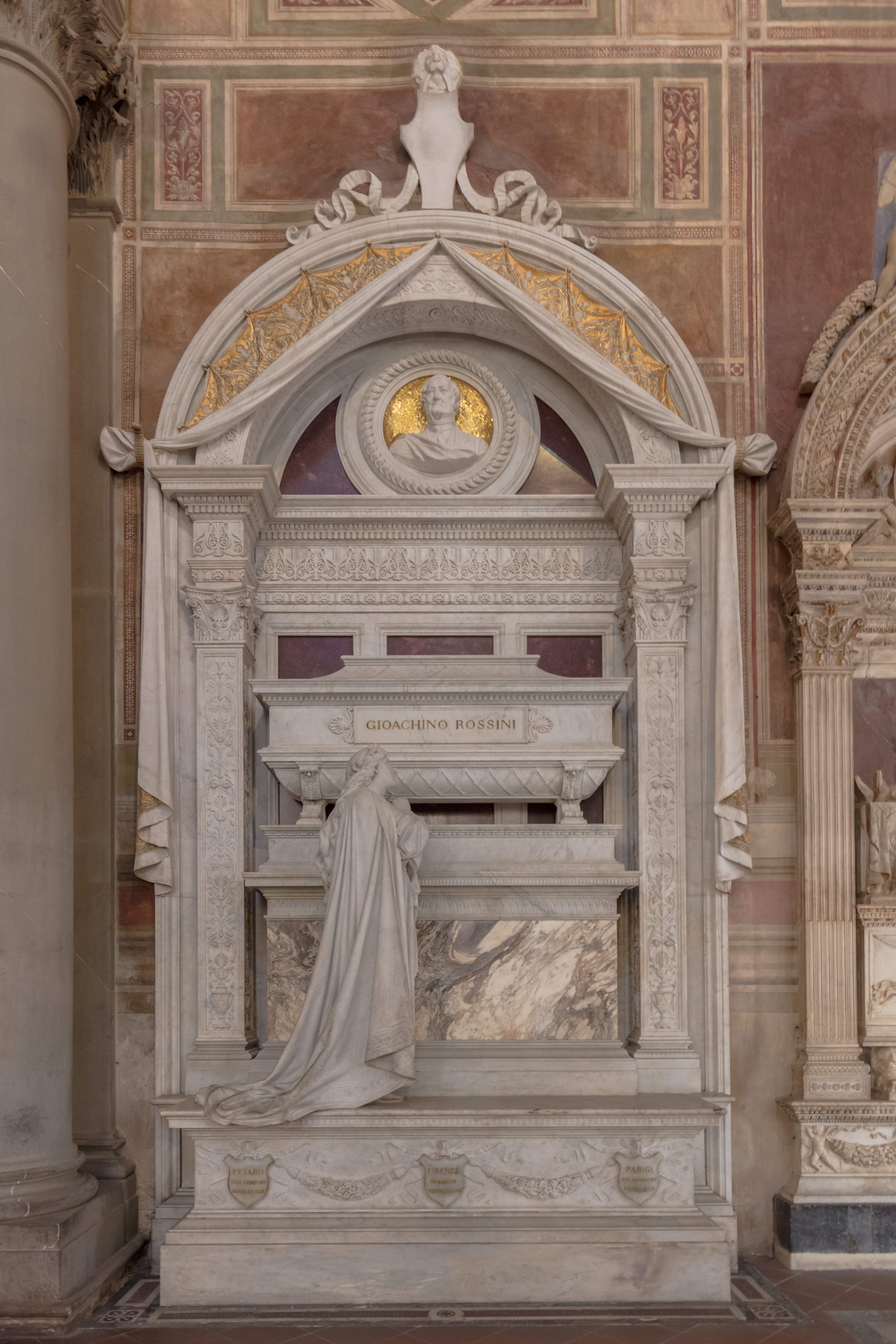
Tomba di Gioacchino Rossini

L'interno di Santa Croce è apparentemente semplice e altamente monumentale al tempo stesso, con tre navate divise da due file di grandi pilastri a base ottagonale. L'interno, ampio e solenne, ha una forma di croce "egizia" (o commissa) cioè a "T", tipico di altre grandi chiese conventuali, con un transetto particolarmente esteso (73,74 m) che taglia la chiesa all'altezza dell'abside poligonale. Anticamente il transetto, e dalla quinta campata del corpo longitudinale in poi, erano destinato ai soli presbiteri, con un tramezzo che separava questa area da quella per i fedeli e che venne rimosso, come in moltissime altre chiese, dopo le disposizioni del Concilio di Trento. Se ne occupò Giorgio Vasari nel 1566, quando predispose sull'incarico di Cosimo I un ampio progetto di ammodernamento per applicare le direttive della Controriforma. Andò così distrutto anche il coro dei frati, e molti affreschi trecenteschi sulle pareti della navata vennero scialbati (come quelli di Andrea Orcagna, dei quali sono stati trovati frammenti oggi esposti nel Museo della basilica), sostituiti da grandi altari laterali di forma classicheggiante.
La grandiosa navata centrale (115,43 x 38,23 m) segna una tappa fondamentale nel percorso artistico e ingegneristico che condurrà alla navata di Santa Maria del Fiore. I muri sottilissimi, sostenuti da archi a sesto acuto su pilastri ottagonali, richiamano le basiliche paleocristiane di Roma dove Arnolfo lavorò a lungo, ma la scala metrica è infinitamente più grande e i problemi strutturali costituirono una vera e propria sfida alle capacità tecniche del tempo. La risoluzione di questi problemi costituì un precedente importante per la grande sfida della costruzione del corpo basilicale della cattedrale cittadina.
In particolare il ballatoio che corona le arcate e cinge la navata centrale non è solo un espediente stilistico per accentuare l'andamento orizzontale della costruzione e frenare il goticismo allora poco gradito a Firenze, ma costituisce un legamento strutturale per tenere assieme le esili membrature e i vasti setti murari.
Il soffitto a capriate, ingannevolmente "francescano", richiese un complicato congegno strutturale data l'enorme luce libera e il peso che rischiava di soverchiare le sottili murature.
Arnolfo, rispettando in qualche modo lo spirito francescano, disegnò una chiesa con una pianta volutamente spoglia, con ampie aperture destinate all'illuminazione delle pareti sulle quali, come già in altre chiese francescane prima fra tutte quella di Assisi, dovevano essere affrescati grandi cicli figurativi destinati a narrare al popolo analfabeta le Sacre scritture (la cosiddetta Bibbia dei Poveri). Ma la grande chiesa, costruita con i contributi delle principali famiglie fiorentine, non dispone delle consuete tre cappelle al capocroce, ma ne allinea ben undici, più altre cinque dislocate alle estremità del transetto. Queste cappelle erano destinate alle sepolture dei donatori e ricevettero ricchissime decorazioni murali per mano dei maggiori maestri dell'epoca.

Il ruolo della basilica quale importante luogo di sepoltura, che diventerà poi il Tempio delle itale glorie, è subito evidente dalle innumerevoli tombe presenti: sul pavimento sono 276 lastre di marmo con rilievi e stemmi intarsiati oltre ai monumenti funebri che si trovano sulle pareti tra gli altari vasariani (molte di uomini illustri), che rimangono molti nonostante uno sfoltimento avvenuto all'inizio degli anni sessanta, che rimosse gran parte delle tombe aristocratiche ottocentesche, oggi sistemate in un corridoio sotto la loggetta del Chiostro Grande.

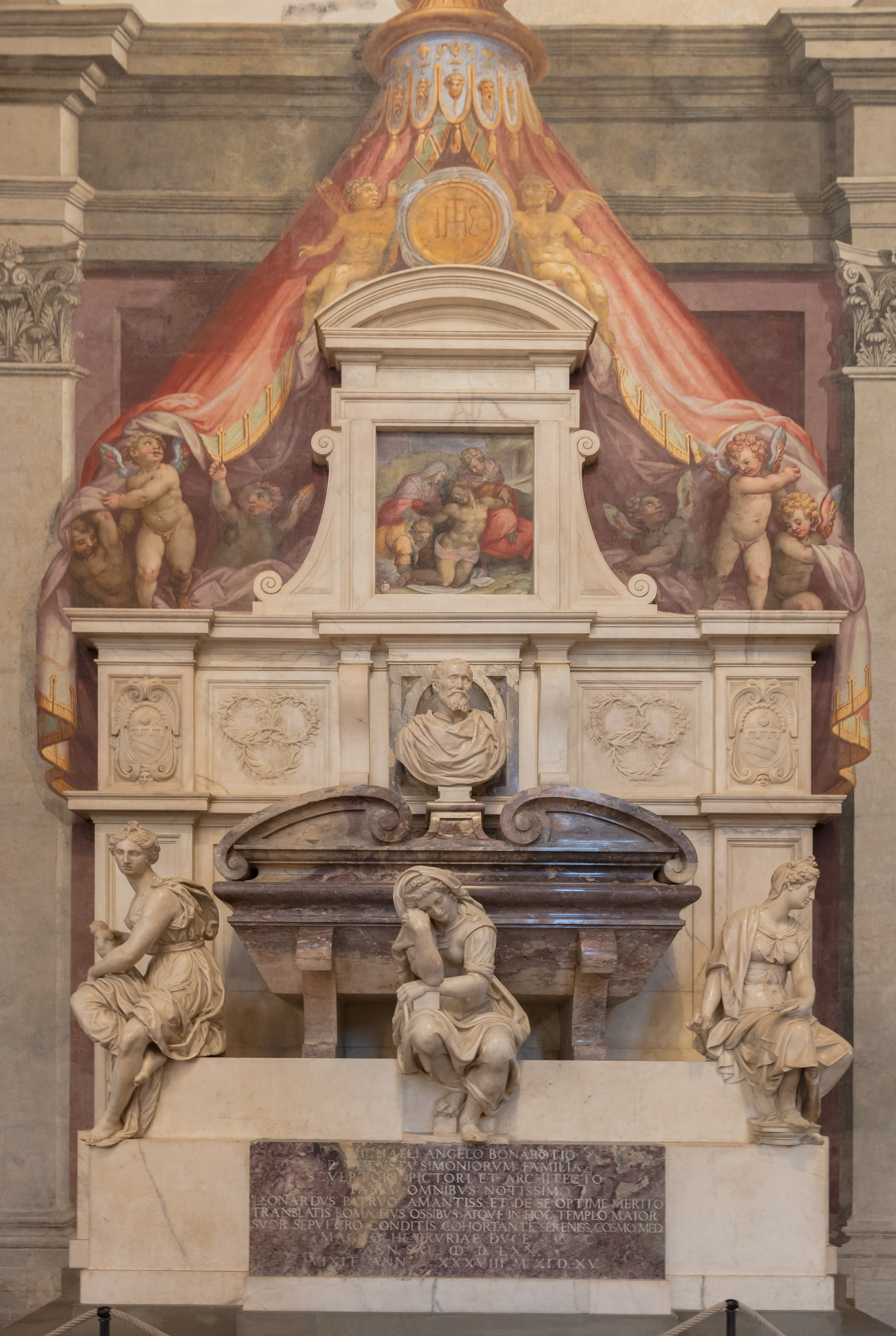
Tomba di Michelangelo

## Controfacciata
Sulla controfacciata sono posti due monumenti funebri, quello del drammaturgo Giovan Battista Niccolini (con una personificazione della Libertà della Poesia di Pio Fedi del 1883) e a Gino Capponi, con la figura della Fama opera di Antonio Bortone (1884). A destra di quest'ultimo una targa e un busto ricordano il botanico Giovanni Targioni Tozzetti. Alla destra dell'ingresso, nell'angolo a destra, si trova il monumento funebre del numismatico Domenico Sestini (1833). Al di sopra la vetrata del rosone che rappresenta una Deposizione, è stata realizzata tra 1430 e 1435 circa su cartone di Giovanni del Ponte.

## Navata destra

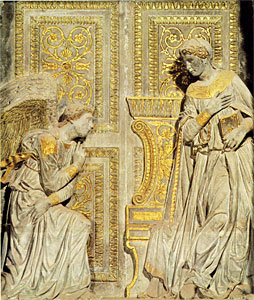
L'Annunciazione di Donatello

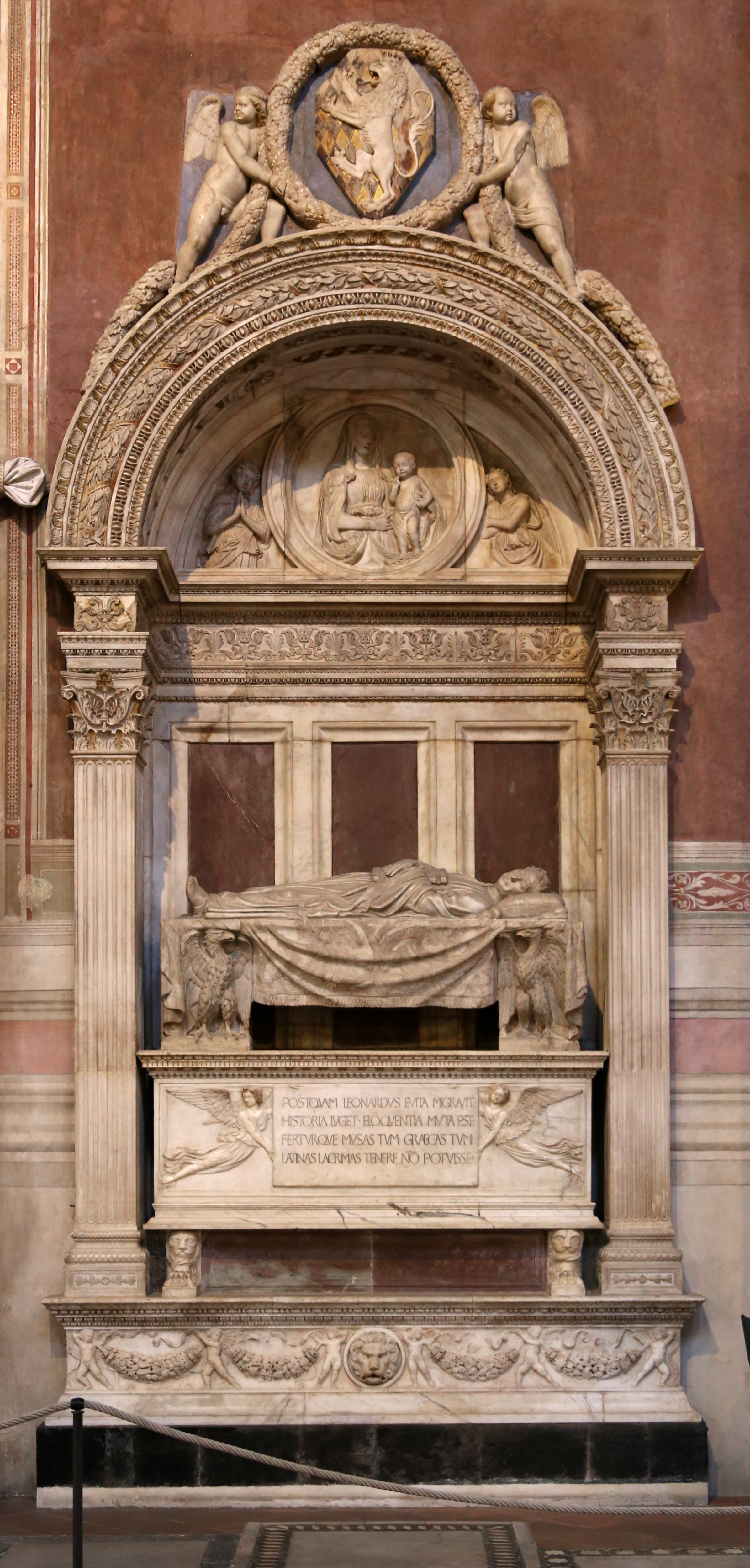
Bernardo Rossellino, tomba di Leonardo Bruni

Le pareti delle navate. rischiarate da numerose vetrate, spesso risalenti al Tre e Quattrocento, sono contraddistinte dai quattordici grandi altari lapidei realizzati a partire dal 1566 da Francesco da Sangallo su disegno del Vasari che accolgono altrettante tele dipinte seguendo un tema comune, quello della Passione, e sono opera di vari artisti, generalmente appartenenti all'Accademia delle Arti del Disegno.
All'inizio della navata destra si trova (in ordine contrario alla lettura delle scene) per prima la Crocifissione firmata da Santi di Tito e datata 1588.
La tomba più famosa custodita nella basilica si trova subito dopo ed è quella di Michelangelo Buonarroti, tra il primo e il secondo altare della navata destra, progettata dal Vasari dopo che le spoglie del grande artista arrivarono a Firenze da Roma (1564). Sopra al sepolcro tre sculture rappresentano le personificazioni della Pittura (di Battista Lorenzi, autore anche del busto dell'artista) (1568 circa), della Scultura (di Valerio Cioli) e dell'Architettura (riattribuita a Battista Lorenzi, già riferita a Giovanni Bandini), rattristate per la scomparsa del grande maestro, ma tutto l'insieme del sepolcro è una commistione di pittura, scultura ed architettura. Gli affreschi che lo decorano sono di Giovan Battista Naldini.
Davanti alla tomba di Michelangelo, sul pilastro, è collocato il rilievo della Madonna del Latte di Antonio Rossellino (1478) facente parte, insieme all'acquasantiera e alla lastra tombale sottostanti, della Tomba di Francesco Nori, morto per salvare la vita di Lorenzo il Magnifico durante la cosiddetta congiura dei Pazzi.
Il secondo altare custodisce l'Andata al Calvario del Vasari, del 1572, restaurata tra 2017 e 2018.
Proseguendo nella navata destra si incontra prima il cenotafio di Dante, monumento del 1829 nel quale piangono il poeta le figure dell'Italia e della Poesia di Stefano Ricci, impostate su uno stile neoclassico alla Canova, ma contaminate dallo spirito neomedievale, romantico e celebrativo del tempo. Alla realizzazione di questo cenotafio si ispirò Giacomo Leopardi nel comporre la canzone Sopra il monumento di Dante.

Il terzo altare presenta la pala raffigurante l'Ecce Homo di Jacopo Coppi del Meglio (1576). 

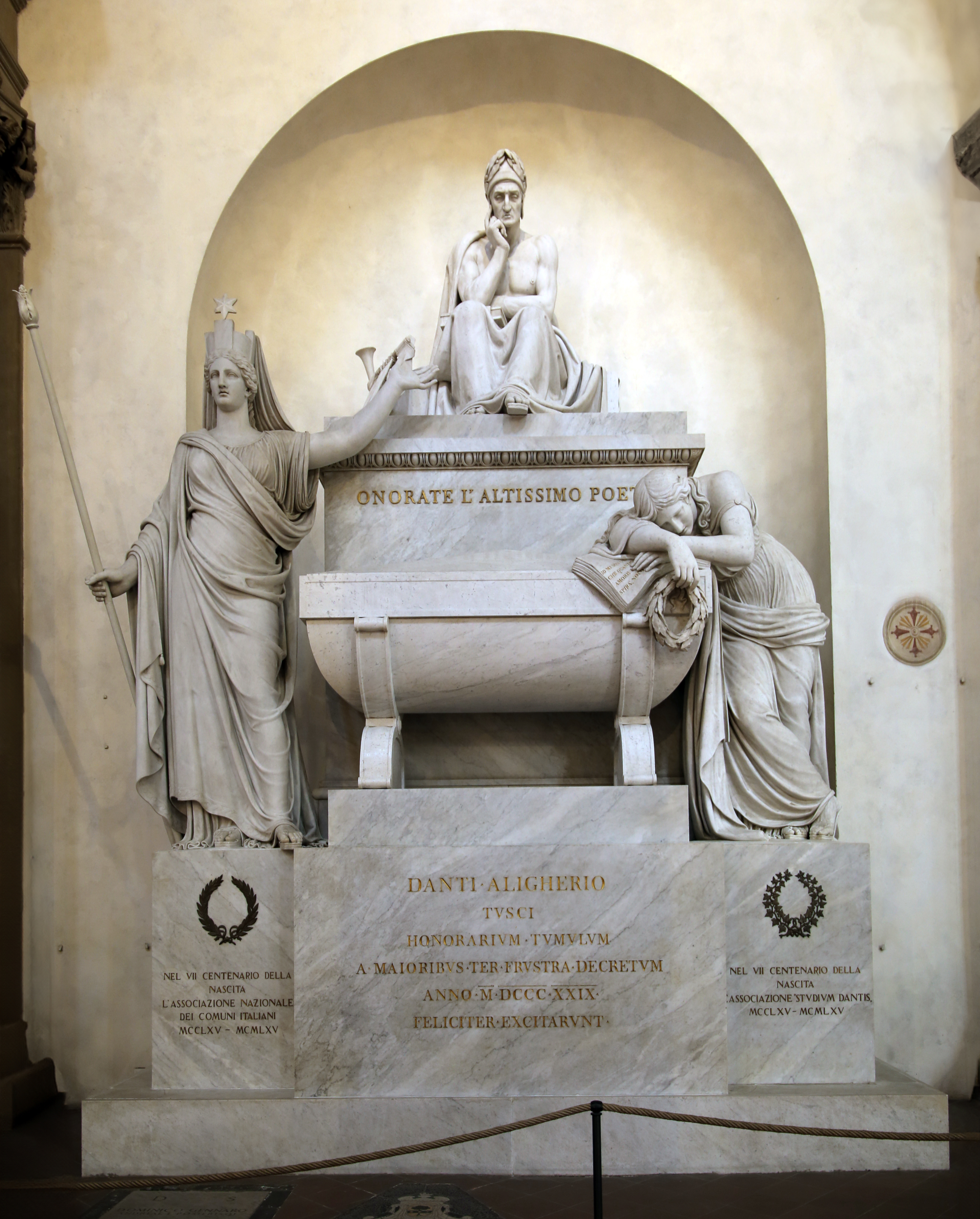
Cenotafio di Dante.

Dopo di esso si trova il monumento funebre a Vittorio Alfieri di Antonio Canova (1810), con una personificazione dell'Italia piangente appoggiata a un sarcofago classicheggiante con protomi e ghirlande, e un sobrio ornato con il medaglione col profilo del defunto, corone e lire allegoriche.
Sul pilastro di fronte, ancora nella sua posizione originale, poggia il pregevole Pulpito di Benedetto da Maiano (databile tra 1481 e 1485 circa e restaurato tra 1998 e 1999), originariamente rivolto verso la zona riservata ai fedeli, prima dello scomparso tramezzo. A base eptagonale, il balcone è concepito come un grande peduccio sospeso, il cui effetto aereo è accentuato dalla collocazione della scala di accesso nello spessore del pilastro, per la quale si pensa ad un intervento del fratello Giuliano. Il pulpito è mirabilmente decorato con inserti di marmo rosso e soprattutto con cinque formelle scolpite a bassorilievo e dorate (la doratura si è parzialmente conservata) con scene della Vita di san Francesco a forte effetto di profondità grazie all'uso sapiente della prospettiva. Sotto ciascuna formella si trovano delle nicchie con statuette delle Virtù. Sotto il pulpito è la lastra funeraria di Piero Mellini, committente del pulpito, realizzata con intarsi marmorei policromi, sorta di 'ribaltamento' geometrico del pulpito stesso, anch'esso attribuibile ai fratelli Da Maiano.
L'altare seguente, della famiglia Corsi, è invece ornato da una Flagellazione firmata da Alessandro Fei e datata 1575, che riprende lo schema dell'affresco di Sebastiano del Piombo in San Pietro in Montorio a cui si aggiungono derivazioni da Andrea del Sarto, mentre più personale appare l'espressività caricata dei personaggi.
A fianco dell'altare è il monumento a Niccolò Machiavelli di Innocenzo Spinazzi (1787), una delle migliori opere del neoclassico fiorentino consistente in un sarcofago sul quale è la celebre iscrizione TANTO NOMINI NULLUM PAR ELOGIUM, sormontato dalla figura della Politica che tiene il ritratto di Niccolò Machiavelli, col delicato panneggio e una testa "alla greca".
La Preghiera nell'orto del Getsemani di Andrea del Minga, firmata e databile tra 1574 e 1578, orna il penultimo altare, della famiglia Pazzi. Il dipinto, una delle poche opere certe del pittore e verosimilmente autografo a differenza di quelo che affermava il Borghini, è caratterizzato da un morbido impasto pittorico arricchito da preziosismi coloristici fiammingheggianti, specialmente nel paesaggio nello sfondo. L'opera rappresenta un'interessante alternativa stilistica nella Firenze del tardo Cinquecento, distinta dal plasticismo bronzinesco di un Allori o di un Santi di Tito.
Dopo quest'ultimo si trova il Monumento a Luigi Lanzi, di Giuseppe Belli (1810), e poco dopo l'edicola con l'Annunciazione Cavalcanti di Donatello (1435 circa), capolavoro in pietra serena con dorature, realizzata con una tecnica inconsueta. Si tratta di un altorilievo impostato secondo l'anticlassicismo tipico di questa fase dell'opera dello scultore, con contrasto tra la semplicità della materia e la ricchezza della decorazione. I personaggi sono ritratti con una certa inquietudine e una contaminatio con motivi decorativi antichizzanti.
Oltre la porta per i chiostri si trova il già citato Monumento funebre di Leonardo Bruni eseguito da Bernardo Rossellino tra 1444 e 1445, prototipo di sepoltura rinascimentale ispirato alle indicazioni di Leon Battista Alberti, ad arcosolio rinascimentale, cioè con il sepolcro posto dentro una rientranza formata da un gradone e da un arco a tutto sesto che lo chiude in alto. L'iscrizione fu dettata da Carlo Marsuppini, in seguito sepolto specularmente nella navata sinistra.
Seguono la tomba di Gioachino Rossini, di Giuseppe Cassioli (1900) e, dopo il sesto altare, la tomba di Ugo Foscolo, di Antonio Berti (1939).
Una lapide più in alto ricorda la fondazione della chiesa, mentre alcune lapidi recintate sul pavimento indicano il luogo di sepoltura di alcuni condottieri al soldo della Repubblica fiorentina: Milano d'Asti, Giovanni Acuto e, poco oltre, Biordo degli Ubertini.
L'ultimo altare presenta una pala con l'Entrata di Cristo in Gerusalemme, l'ultima ad essere realizzata per la basilica. La tavola fu commissionata el Cigoli da Luigi Serristori e iniziata dal pittore nel 1604, ma la sua esecuzione rimase interrotta per la partenza del pittore per Roma. Trasferito a Roma per il suo completamento, il dipinto rimase di nuovo incompiuto per la morte del Cardi, nel 1613, e fu terminato dal suo allievo Giovanni Bilivert tra 1615 e 1620.
Girato l'angolo, sul limite del transetto destro, si trova il Monumento funebre al principe Neri Corsini, di Odoardo Fantacchiotti (1859) nel quale la figura dell'Italia che detta il nome del defunto alla Fama pare riprendere la consimile figura, piangente, della tomba dell'Alfieri di Canova.

## Le cappelle

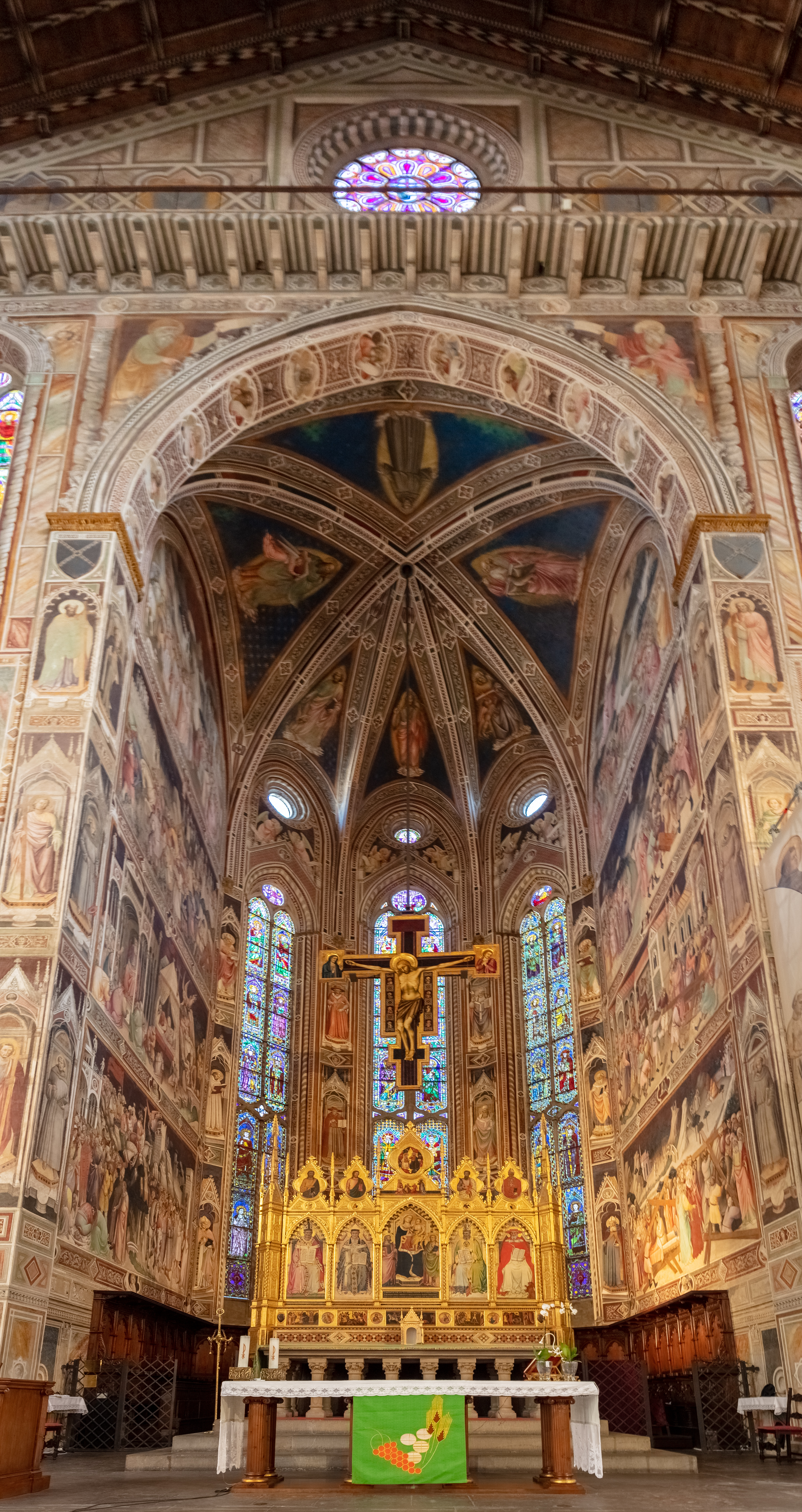
L'altare maggiore

### Cappella Maggiore
La Cappella Maggiore si ispira all'architettura gotica più pura di matrice transalpina, pur mediata dalla sobrietà all'italiana, con un forte slancio verticale, sottolineato dalle nervature a ombrello nella volta e dalle strette bifore, estremamente lunghe. Gli affreschi che la decorano sono le Storie dell'invenzione della Vera Croce, un tributo al nome della chiesa, realizzati da Agnolo Gaddi attorno al 1380.
Le scene vanno lette dall'alto verso il basso partendo dalla parete destra. Rappresentano:
- L'Arcangelo Michele presenta a Set un ramo dell'albero della vita
- Set pianta l'albero sulla tomba di Adamo
- L'albero cresce e se ne fa un ponte dove si inginocchia la regina di Saba, poi Salomone fa estrarre e affondare quella trave
- Gli Israeliti prendono da un fiume quel legno e ne fanno la Croce
- Sant'Elena fa scavare e ritrova la Santa Croce.

Parete sinistra, dall'alto:
- Sant'Elena porta trionfalmente la Croce a Gerusalemme
- Cosroè, re dei Persiani, conquistata la città, porta via la Croce e si fa adorare dal suo popolo
- Sogno di Eraclio (chiamato impropriamente sogno, Eraclio in realtà è sveglio, a differenza del Sogno di Costantino nelle Storie della vera Croce ad Arrezzo di Piero della Francesca)
- Eraclio fa decapitare Cosroè e ritorna a Gerusalemme dove, deposte le vesti regali, entra riportando la Croce

Agnolo Gaddi fornì anche i disegni per le vetrate, mentre quelle degli oculi più alti sono più antiche.
La croce dipinta che pende al centro è opera del Maestro di Figline, e databile al 1320 circa.
Il polittico dell'altare maggiore è invece frutto di una ricomposizione: la Madonna al centro è di Niccolò Gerini, mentre i Dottori della Chiesa sono di Giovanni del Biondo e di un altro pittore sconosciuto. Esso sostituisce un polittico di Ugolino di Nerio a sua volta sostituito da un ciborio progettato da Giorgio Vasari e intagliato da Battista Botticelli e Dionigi Nigetti, ed inaugurato nel 1569.

### Cappelle di destra

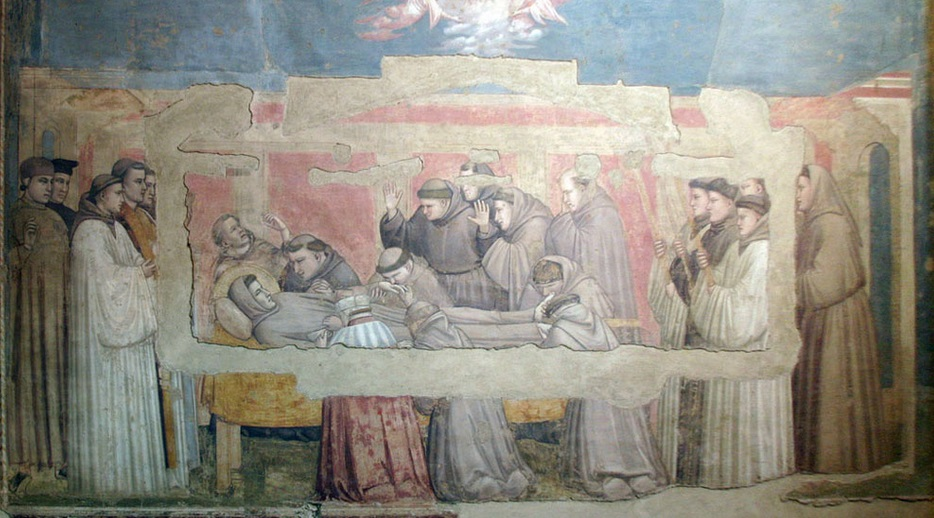
Morte di San Francesco, Giotto, Cappella Bardi

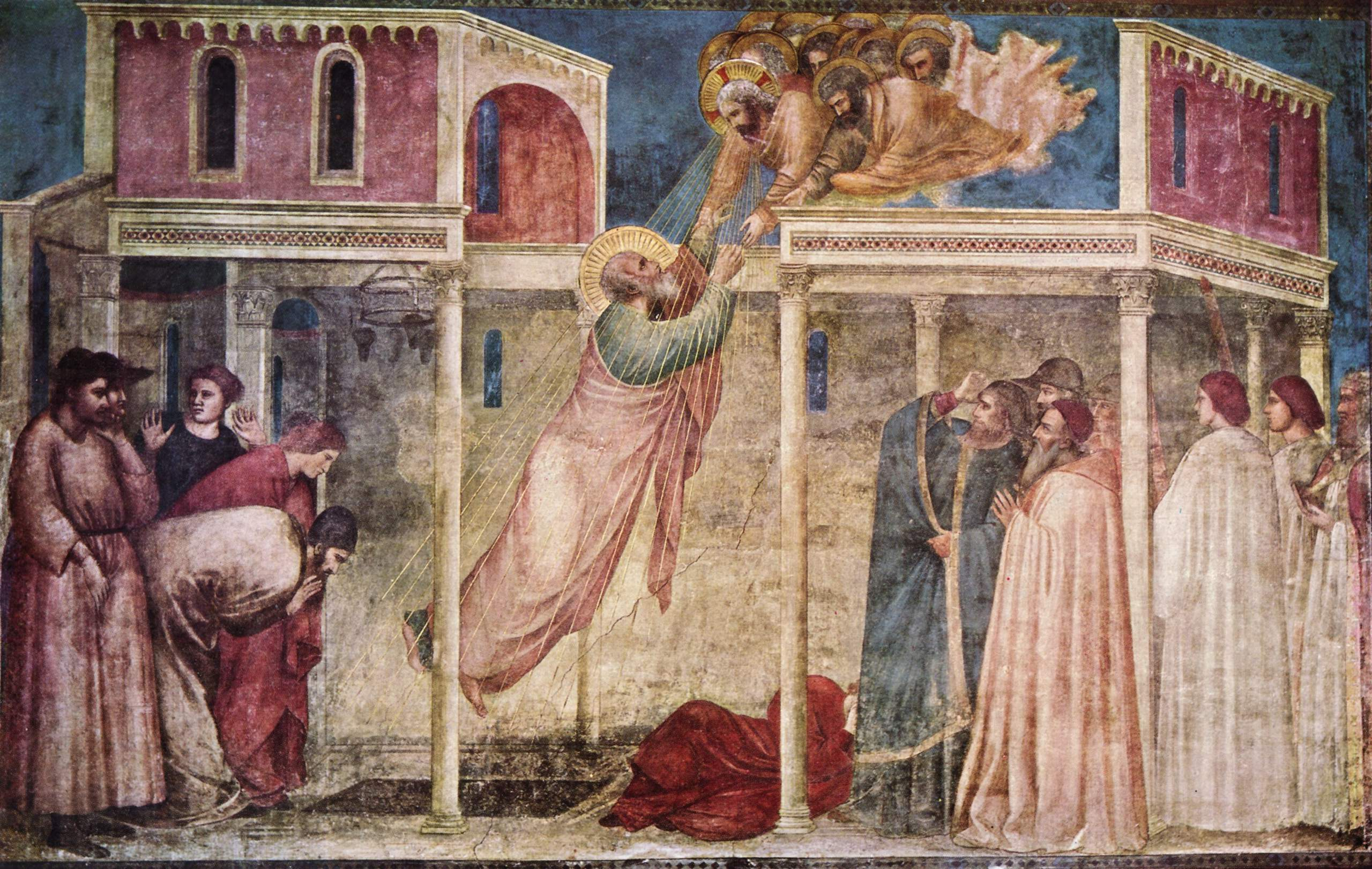
Ascensione di San Giovanni, Giotto, Cappella Peruzzi

Ma ben più importanti sono gli affreschi nelle due successive cappelle a destra, la Cappella Peruzzi e la Cappella Bardi, entrambe decorate da Giotto tra il 1320 e il 1325. Nella prima sono raffigurate le Storie di san Giovanni Battista e quelle di san Giovanni Evangelista, mentre in quella Bardi le Storie di san Francesco. Entrambi i cicli di affreschi furono eseguiti in tarda età dal maestro rinnovatore dell'arte occidentale e rappresentano una summa della sua opera pittorica e un testamento artistico, che molto influenzerà la generazione successiva di pittori fiorentini (per esempio Domenico Ghirlandaio 150 anni dopo si rifece ancora agli schemi della Cappella Bardi per creare le scene francescane della Cappella Sassetti in Santa Trinita). I particolari che rivelano la mano del maestro sono la straordinaria spazialità, resa con grande padronanza della disposizione delle figure nella scena e la resa drammatica della narrazione sottolineata dall'espressività dei personaggi. Per esempio nella scena della Morte di san Francesco i confratelli del santo si disperano davanti alla salma distesa, con gesti ed espressioni incredibilmente realistici.
La vetrata della cappella Peruzzi, disegnata da Jacopo del Casentino, proviene dalla vicina Cappella Giugni.
Le altre tre cappelle di destra sono: la Cappella Giugni, con le tombe di Julie Clary (opera di Luigi Pampaloni) e di sua figlia Charlotte Napoléone Bonaparte (con busto di Lorenzo Bartolini); la Cappella Riccardi, che conserva il busto-reliquiario in argento della beata Umiliana de' Cerchi fu ristrutturata, su commissione della famiglia Calderini, da Gherardo Silvani intorno al 1620 ed è decorata da affreschi sulla volta e sulle lunette di Giovanni da San Giovanni e da tre tele eseguite tra la fine del Cinquecento e l'inizio del Seicento: alla parete destra è l'Estasi di san Francesco di Matteo Rosselli, sull'altare il Ritrovamento della Croce di Giovanni Bilivert e sulla parete sinistra l'Elemosina di san Lorenzo di Domenico Passignano; la Cappella Velluti, con affreschi trecenteschi di autore ignoto e un polittico sull'altare di Giovanni del Biondo con predella di Neri di Bicci.
Sempre a destra, alla testata del transetto, si trova la cappella Baroncelli, composta da due campate (una ampia la metà dell'altra) e affrescata da Taddeo Gaddi con Storie della Vergine (1332-1338), dove il grande discepolo di Giotto condusse i suoi studi sulla luce (con la prima raffigurazione pervenutaci di una scena notturna nell'arte occidentale) e autore anche dei disegni per la vetrata, dei quattro profeti all'esterno e forse anche della pala d'altare, da alcuni attribuita a Giotto, che comunque firma l'opera. Sulla parete destra si trova una Madonna della cintola, affrescata da Sebastiano Mainardi. Alla famiglia Baroncelli apparteneva la tomba gotica posta sulla parete esterna, opera di Giovanni di Balduccio del 1327, lo stesso autore delle statuette dell'Arcangelo Gabriele e dell'Annunziata sui pilastri dell'arcata. La scultura della Madonna col Bambino dentro la cappella è di Vincenzo Danti (1568)
La Cappella Castellani, a doppia campata, invece fu affrescata da suo figlio Agnolo Gaddi con aiuti e presenta Storie dei santi Antonio Abate, Giovanni Battista, Giovanni Evangelista e Nicola di Bari. Il tabernacolo della cappella è opera di Mino da Fiesole, mentre la croce dipinta è di Niccolò Gerini. Le statue di scuola robbiana rappresentano San Francesco e San Domenico, mentre tra le lastre tombali spicca quella a Luisa Stolberg contessa d'Albany, opera di gusto neorinascimentale di Luigi Giovannozzi e Emilio Santarelli su disegno di Charles Percier (1824 circa).

### Cappelle di sinistra

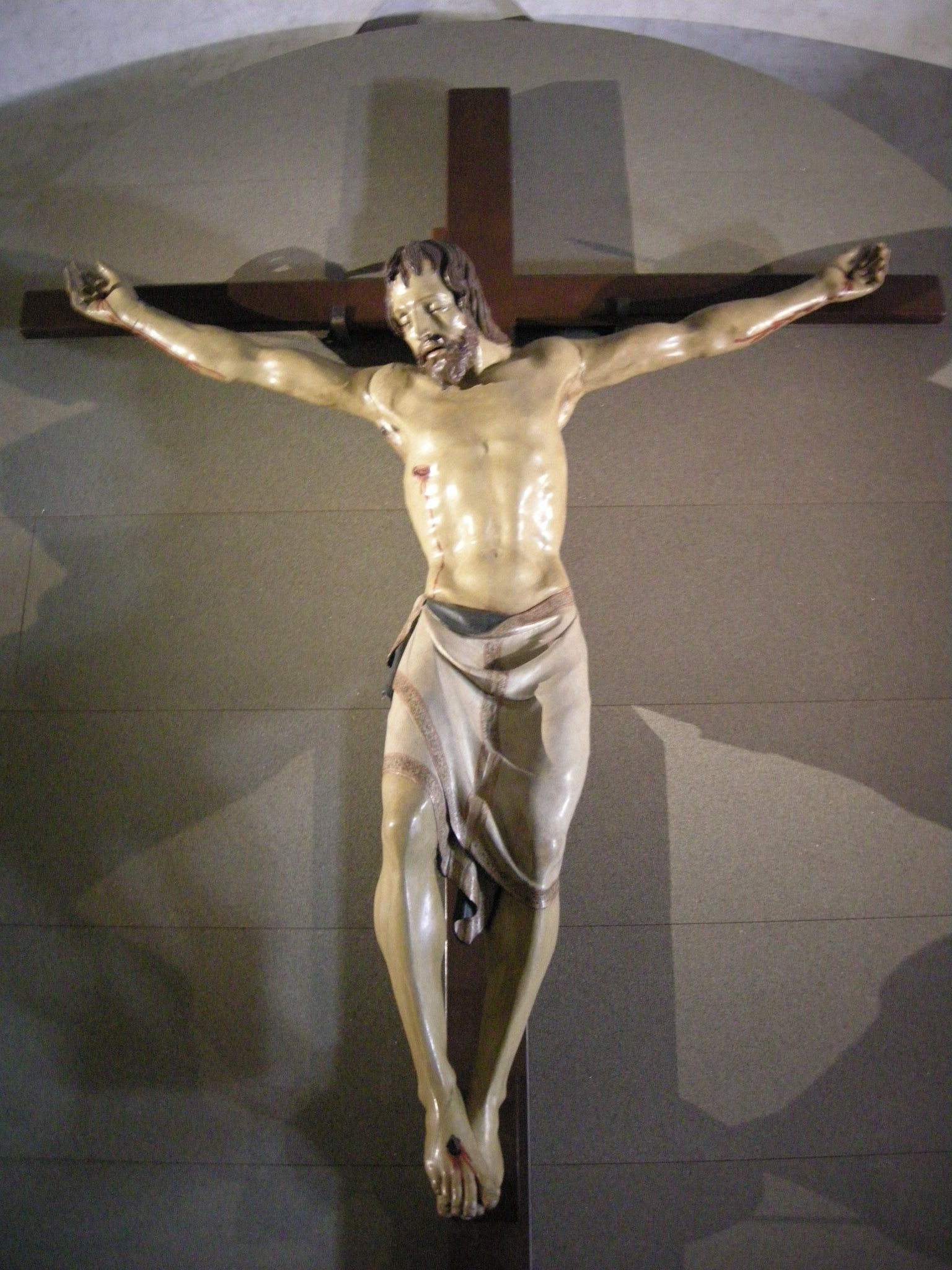
Il Crocifisso di Donatello (fuori sede)

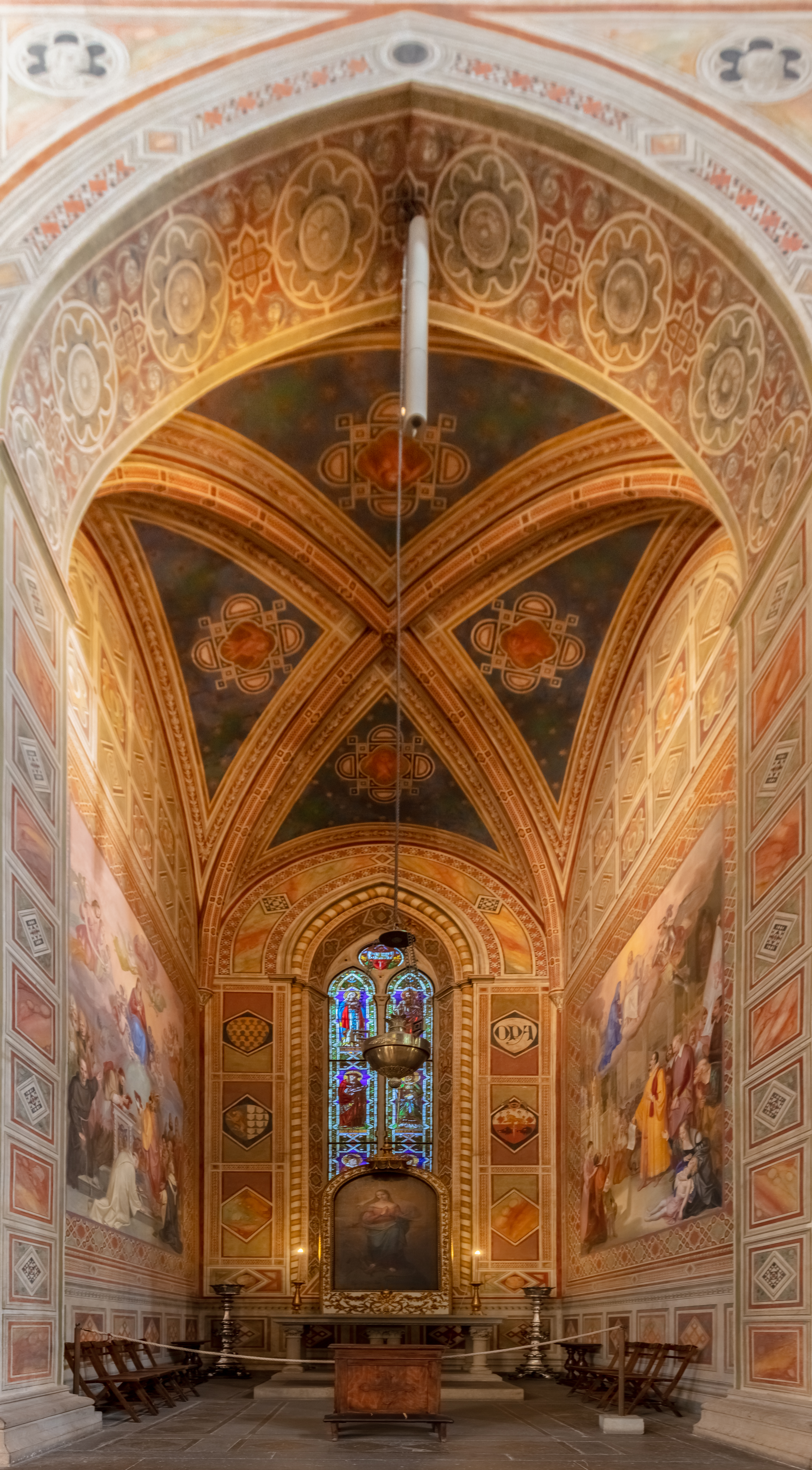
Cappella Spinelli

Per quanto riguarda le cappelle di sinistra, partendo dalla Cappella Maggiore, si incontrano: la Cappella Spinelli, ridecorata nel 1837 da Gasparo Martellini; la Cappella alla Madre Italiana, ex Cappella Capponi, dedicata nel 1926 alle madri dei caduti italiani della Prima guerra mondiale e decorata da un gruppo scultoreo dello scultore Libero Andreotti raffigurante la Pietà; la Cappella Ricasoli, che presenta affreschi del primo Ottocento con le Storie di sant'Antonio da Padova, opera di Luigi Sabatelli e dei suoi figli Francesco e Giuseppe; la Cappella Pulci-Berardi, che è affrescata da Bernardo Daddi con il Martirio di san Lorenzo e il Martirio di santo Stefano (1330 circa) e contiene una terracotta policroma invetriata di Giovanni della Robbia sull'altare; l'ultima della serie è la Cappella Bardi di Vernio, affrescata da Maso di Banco con le Storie di san Silvestro, tra le migliori opere in assoluto della scuola di Giotto (anche le vetrate sono su disegno di Maso). Sull'altare si trova il trittico di Giovanni del Biondo con San Giovanni Gualberto e storie della sua vita e la parete di sinistra presenta due tombe entro nicchioni, affrescati rispettivamente con un Giudizio Finale con ritratto di Bettino de' Bardi inginocchiato, opera probabilmente pure di Maso di Banco (1367 circa), e Deposizione e ritratto della donatrice di Taddeo Gaddi.
Si chiama "dei Bardi di Vernio" anche la cappella alla testa del transetto, dove è conservato il Crocifisso di Donatello che diede luogo a una disputa, secondo il Vasari, fra lui e Filippo Brunelleschi: egli giudicò questo Cristo troppo rozzo e contadino e realizzò come termine di paragone l'unica sua scultura lignea a noi pervenuta, il Crocifisso che ora si trova nella Cappella Gondi della Basilica di Santa Maria Novella. La cappella ha la cancellata originaria del 1335, inoltre vi sono collocati il ciborio e i due angeli in legno dorato che all'epoca di Vasari erano stati creati per decorare l'altare maggiore della chiesa. La parete esterna ospita un sarcofago trecentesco di scuola pisana.
Accanto a questa cappella, sempre alla testa del transetto, si trova la Cappella Niccolini, eretta da Giovanni Antonio Dosio nel 1584, con una cupola affrescata dal Volterrano, statue di Pietro Francavilla e due pale di Alessandro Allori. Infine, sul lato ovest del transetto sinistro, si trova la Cappella Machiavelli-Salviati, con la pala d'altare raffigurante il Martirio di san Lorenzo di Jacopo Ligozzi; conserva varie tombe all'interno, tra le quali spicca quella della contessa Sofia Zamoyska di Lorenzo Bartolini (1837-1844), in stile neorinascimentale aggiornato con un tocco di realismo nel lenzuolo scomposto.
Poco avanti, sul pavimento del transetto, resta la lastra tombale di Bartolomeo Valori, opera di Lorenzo Ghiberti oggi molto consunta (1427 circa).

### Cappella Medici

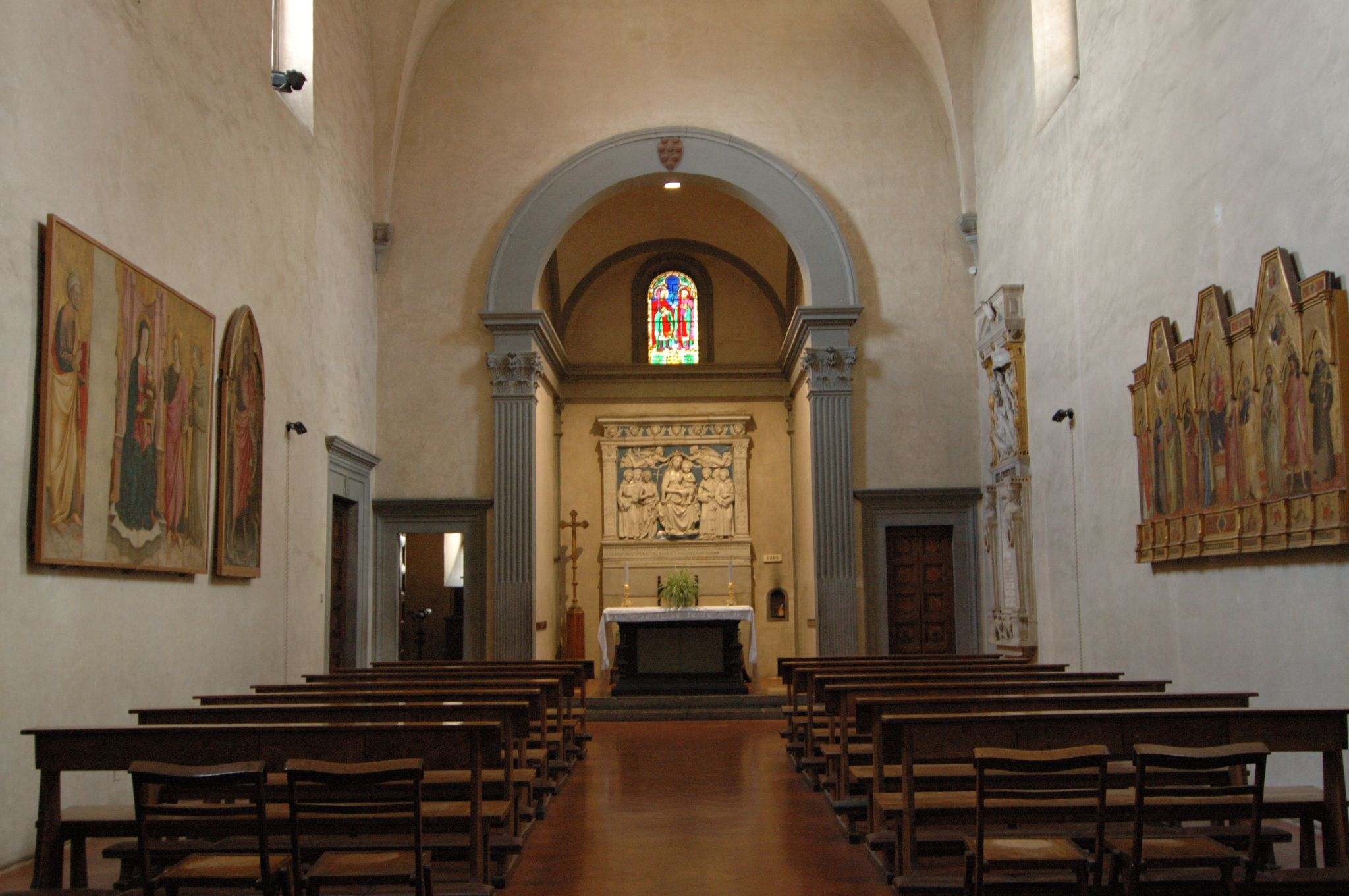
Cappella Medici

Uscendo dalla testa del transetto destro si passa dal portale disegnato da Michelozzo, architetto prediletto della famiglia Medici, con ante intagliate da Giovanni Di Michele e sormontato da un frammento di affresco con la Disputa del Tempio di Taddeo Gaddi. Si giunge così all'androne del Noviziato, che porta alla Sacrestia e alla Cappella Medici.
L'androne e la cappella sono opera di Michelozzo per i Medici, come testimoniano i numerosi stemmi della famiglia, su commissione di Cosimo il Vecchio nel 1445 circa. La copertura dell'androne è a botte e sul lato sinistro ha una panca in pietra che ricorda quella della Cappella Pazzi. Sulla porta per la cappella si trova una lunetta affrescata con la Madonna col Bambino e santi, attribuita a Fra Bartolomeo. La parete destra è decorata anche dalla grande pala della Deposizione di Alessandro Allori. Il pavimento è composto da lastra tombali di marmo e sulla parete sinistra si trova un monumento a Lorenzo Bartolini (che è invece sepolto nella Cappella di San Luca nella basilica della Santissima Annunziata).
La Cappella Medici, o "del Noviziato", ha una decorazione molto semplice ed essenziale, a base rettangolare coperta da volte e con una scarsella che racchiude l'altare. La pala principale della cappella è la terracotta invetriata di Andrea della Robbia con la Madonna col Bambino tra angeli e santi, risalente attorno al 1480. La vetrata è su disegno di Alesso Baldovinetti. Sulla parete destra si trova il monumento a Francesco Lombardi, composto con più frammenti quattrocenteschi, tra i quali una Madonna col Bambino e angeli della scuola di Donatello. Sulla parete sinistra è esposta la Disputa sull'Immacolata Concezione di Carlo Portelli. Nella cappella è anche una tavola con l'Annunciazione, attribuibile a Francesco Traballesi.

### Sacrestia

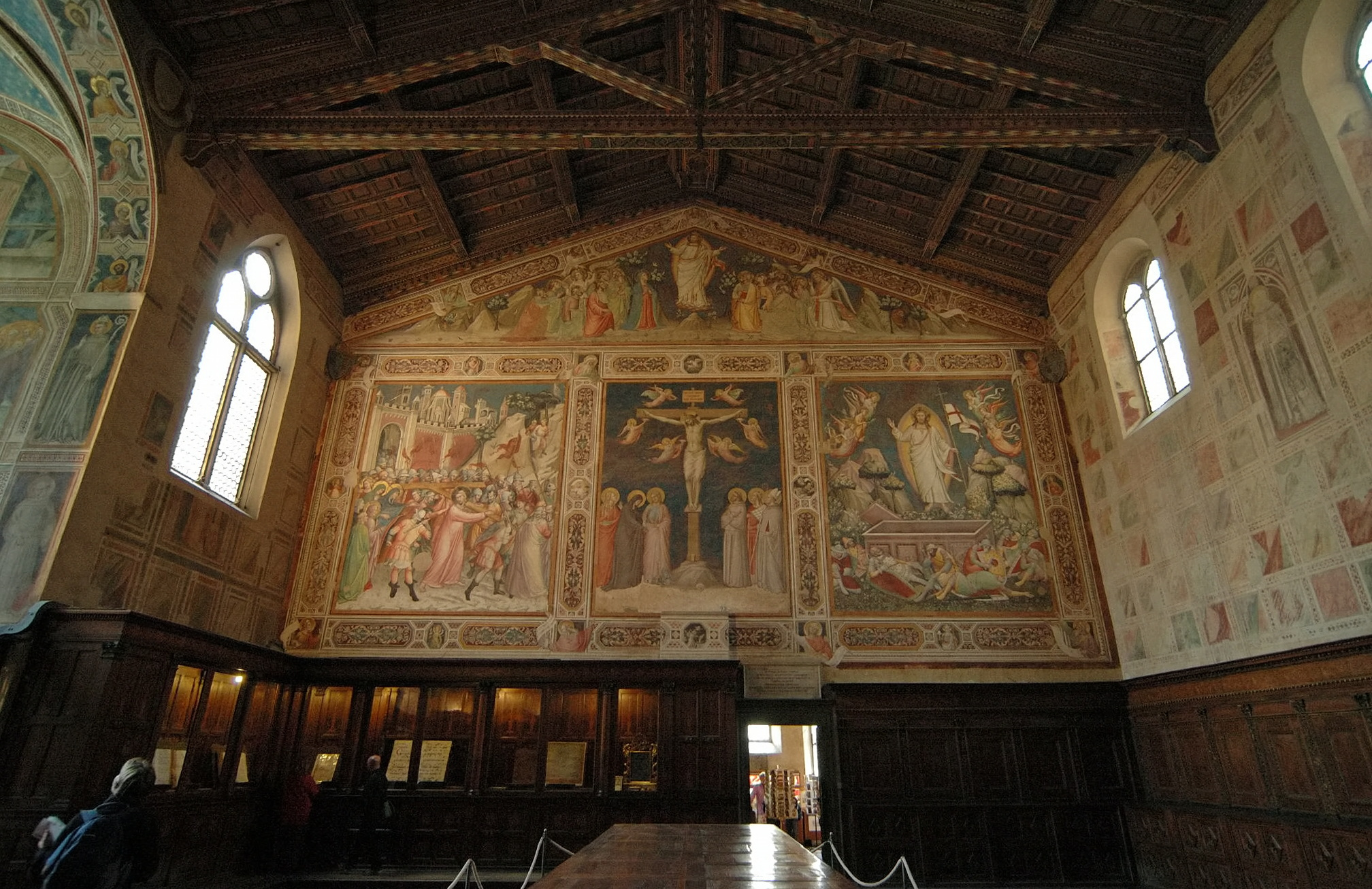
La sacrestia

Da qui si accede anche alla grande sacrestia, un grande ambiente coperto a capriate e ricco di affreschi. Gli armadi lignei sono quattrocenteschi, con intarsi di Michele di Giovanni da Fiesole ed espongono oggi reliquiari e corali miniati. Più antico è il banco d'angolo, trecentesco, che faceva forse un tutt'uno con l'armadio a sportelli dipinti per reliquie, le cui formelle con quadrilobi dipinti da Taddeo Gaddi sono oggi nella Galleria dell'Accademia.
Sopra la decorazione geometrica della parte inferiore, si dispone sulla parete sud una serie di scene della vita di Cristo eseguite da alcuni dei più importanti pittori della scuola giottesca: Niccolò Gerini (Ascensione, Resurrezione), Taddeo Gaddi (la Crocefissione) e Spinello Aretino (Salita al Calvario). Sulla sinistra il lavabo in marmo è opera di Pagno Portigiani, mentre il busto in terracotta policroma, raffigurante il Redentore, è opera di Giovanni della Robbia.

Sul lato est, in corrispondenza delle vetrate che danno luce alla stanza, si apre la grande Cappella Rinuccini, con gli affreschi eseguiti tra il 1363 e il 1366 da Giovanni da Milano (alcuni li attribuivano a Spinello Aretino). La parete destra presenta le Storie della Maddalena e quella di sinistra le Storie della Vergine, con la parte inferiore completata da Matteo di Pacino. Benché l'affresco non fosse il tipo di pittura congeniale del grande continuatore della pittura giottesca Giovanni da Milano, in queste opere è comunque significativamente apprezzabile la ricchezza della sua gamma cromatica calda e pallida (a differenza dei pittori contemporanei fiorentini, più fedeli ai forti toni del rosso e del blu), superfici lisce e sfumate delicatamente, scene maestose e composte. Il polittico sull'altare è di Giovanni del Biondo. La cancellata della cappella è originale e risale al 1371.

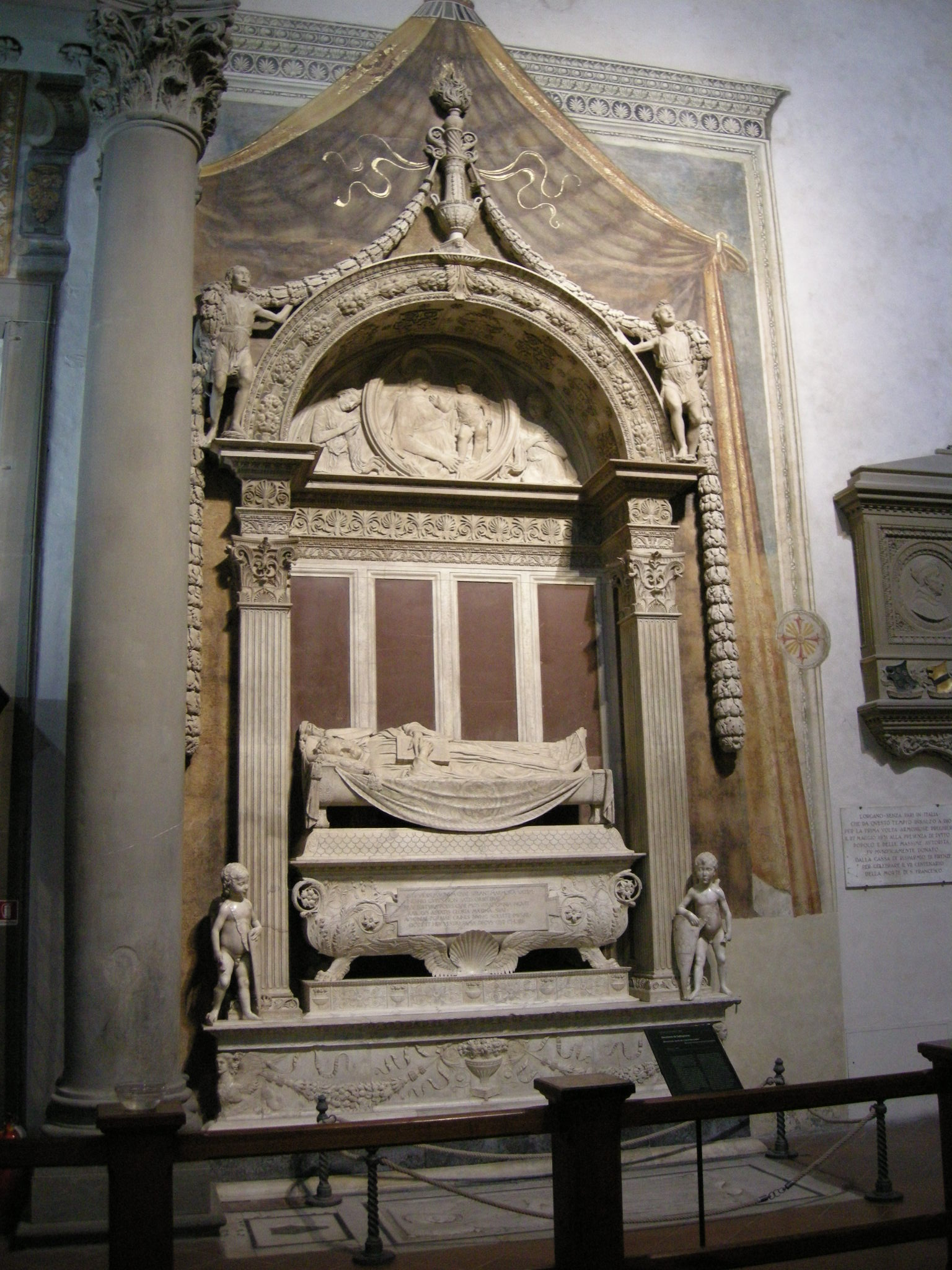
Desiderio da Settignano, tomba di Carlo Marsuppini

Girato l'angolo, sul limite del transetto destro, si trova il Monumento funebre al principe Neri Corsini, di Odoardo Fantacchiotti (1860).

## Navata sinistra

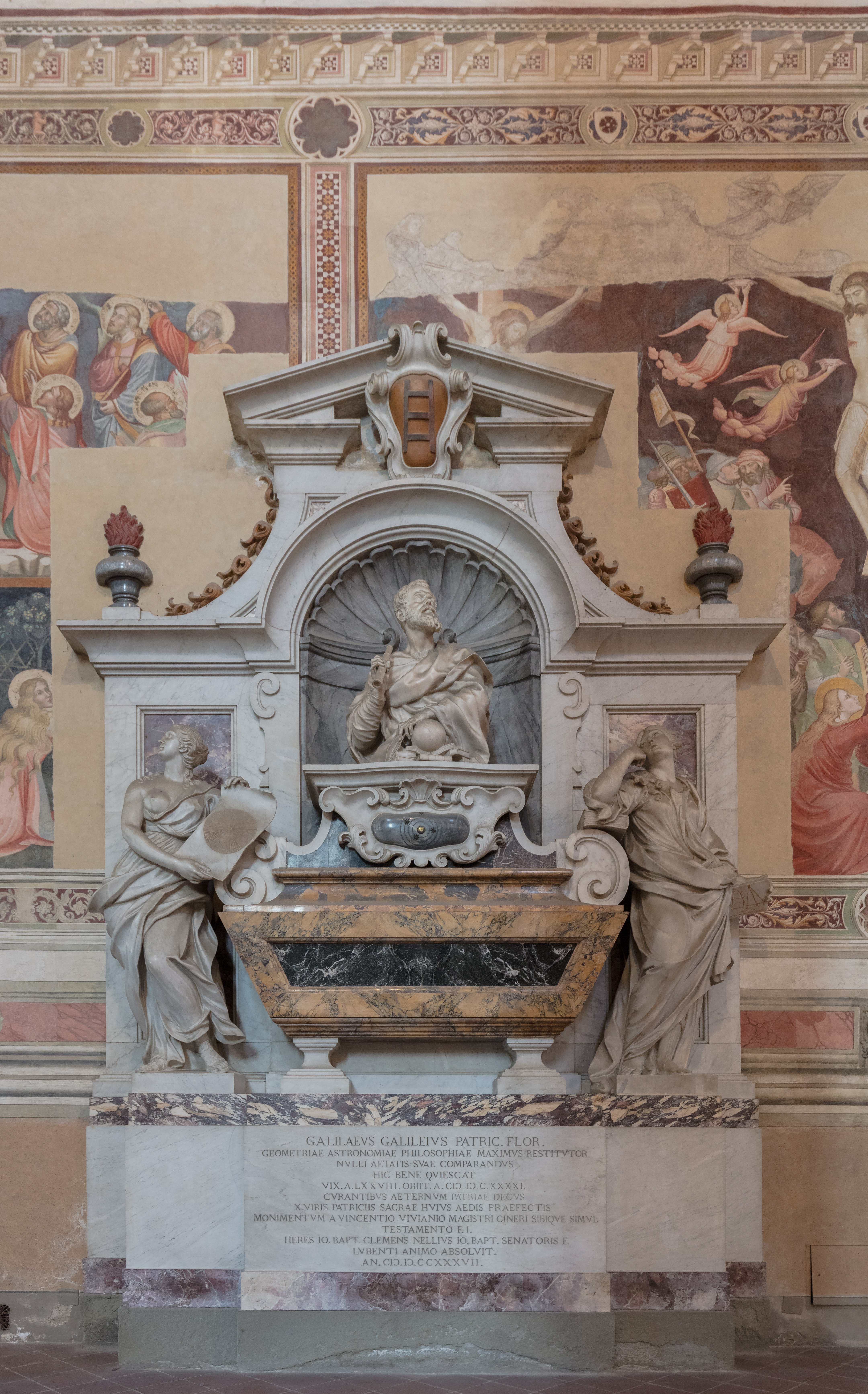
Tomba di Galileo Galilei

Vicino allo spigolo con la controfacciata si trova una serie di affreschi di Santi, della prima metà del Quattrocento. Quasi all'imbocco del transetto, i monumenti ottocenteschi al musicista Luigi Cherubini e all'incisore Raffaello Morghen (1854), opere entrambe di Odoardo Fantacchiotti (il secondo è solo un cenotafio voluto dagli allievi del Morghen, che è invece sepolto nella chiesa di San Martino a Montughi). Segue, in corrispondenza della navata, il Monumento a Leon Battista Alberti, opera di Lorenzo Bartolini. Il cenotafio, iniziato nel 1838, ma posto in loco solo nel 1851, rappresenta in forme puriste eredi del neoclassicismo, l'Alberti in una posa protesa verso la divinità, attorniato da un angelo con la fiaccola e dall'angelo custode ai cui piedi sono rappresentati i libri che gli dettero fama.
Le pale degli altari laterali proseguono la serie di Storie della Passione iniziate nella navata destra. Il sesto conserva la Pentecoste di Giorgio Vasari, la prima pala ad essere eseguita tra quelle previste nella ristrutturazione vasariana della basilica, tra 1567 e 1568 per Agnolo Biffoli, tesoriere di Cosimo I de’ Medici. L'iconografia varia l'episodio raccontato dagli Atti degli Apostoli secondo indicazione di Vincenzo Borghini, con l'aggiunta in alto di angeli con attributi e colori differenti che impersonano doni divini all'umanità, secondo un passo biblico del Libro di Isaia.
Opera raffinata di Desiderio da Settignano è il quattrocentesco Monumento funebre di Carlo Marsuppini, eseguito nel 1453 e posto di fronte a quello di Leonardo Bruni del Rossellino del quale rappresenta un'evoluzione. Il Marsuppini fu infatti il successore di Leonardo Bruni alla cancelleria della Repubblica fiorentina e il suo monumento riprese la forma ad arcosolio dell'altro, con eleganti decorazioni tra le quali Desiderio aggiunse alcuni delicati puttini, tipici della sua produzione.
Tra il quinto e il sesto altare si trova l'entrata laterale sinistra, sormontata dall'organo di Onofrio Zeffirini da Cortona (1579), integrato e ampliato nel 1926.
Il successivo altare, della famiglia Asini, contiene l'Ascensione di Giovanni Stradano, firmata e datata 1569. Davanti a questo altare si incontra la lastra tombale di Lorenzo Ghiberti col figlio Vittorio. Alla parete accanto è invece appesa la Pietà di Agnolo Bronzino, anch'essa firmata e datata 1569 e commissionata da Giovan Battista della Fonte. La tavola tarda del pittore, originariamente appesa al terzo pilastro, mostra la raffinata cura del dettaglio ed il colorismo brillante dei decenni precedenti, uniti ad una drammaticità espressiva consona anche al soggetto, e ad un michelangiolismo interpretato in modo più sfumato, ammorbidendo e affusolando le masse anatomiche.
Dopo il quinto altare si trovano le tombe dello storico Giovanni Lami, prima opera di Innocenzo Spinazzi (1752-1755), e quella di Eugenio Barsanti, inventore con Felice Matteucci del motore endotermico, con un busto bronzeo opera di Leone Tommasi. Tra le altre targhe commemorative una ricorda Antonio Meucci, inventore del telefono. Il monumento allo statista Vittorio Fossombroni è opera di Lorenzo Bartolini (1844 circa) ed è sormontato da un affresco dell'Assunzione di Maria attribuito ad Agnolo Gaddi.
Il quarto altare ospita l'Incredulità di san Tommaso di Giorgio Vasari, alla quale seguono due altari con opere di Santi di Tito, le prime pubbliche del pittore, da considerarsi manifesti della pittura controriformata a Firenze, dal pittore depurata da molti stilemi manieristi: la Cena in Emmaus al terzo altare fu commissionata da Antonio Berti ed eseguita nel 1574; la tavola con la Resurrezione fu dipinta più o meno nello stesso anno per il secondo altare, fondato dal canonico del Duomo, Francesco di Niccolò Medici. Il precedente di uguale soggetto del Bronzino alla Santissima Annunziata viene sviluppato in direzione naturalistica grazie anche alle esperienza nella bottega di Taddeo Zuccari e all'esempio del tardo Raffaello.
Il primo altare, dei da Verrazzano, conserva invece una Deposizione di Giovan Battista Naldini, firmata e datata 1583.
Galileo Galilei è sepolto all'inizio della navata sinistra, dopo il primo altare, e nella stessa tomba giacciono il suo discepolo Vincenzo Viviani e una donna, molto probabilmente sua figlia suor Maria Celeste. Il sepolcro di Galileo è decorato da un busto di Giovan Battista Foggini e le personificazioni dell'Astronomia (di Vincenzo Foggini) e della Geometria di Girolamo Ticciati. Gli affreschi di contorno sono resti della decorazione trecentesca della navata, attribuiti a Mariotto di Nardo. La tomba, posta simmetricamente a quella di Michelangelo, ne ricorda un po' le forme sebbene sia più tarda di un secolo e mezzo.

### Organo a canne

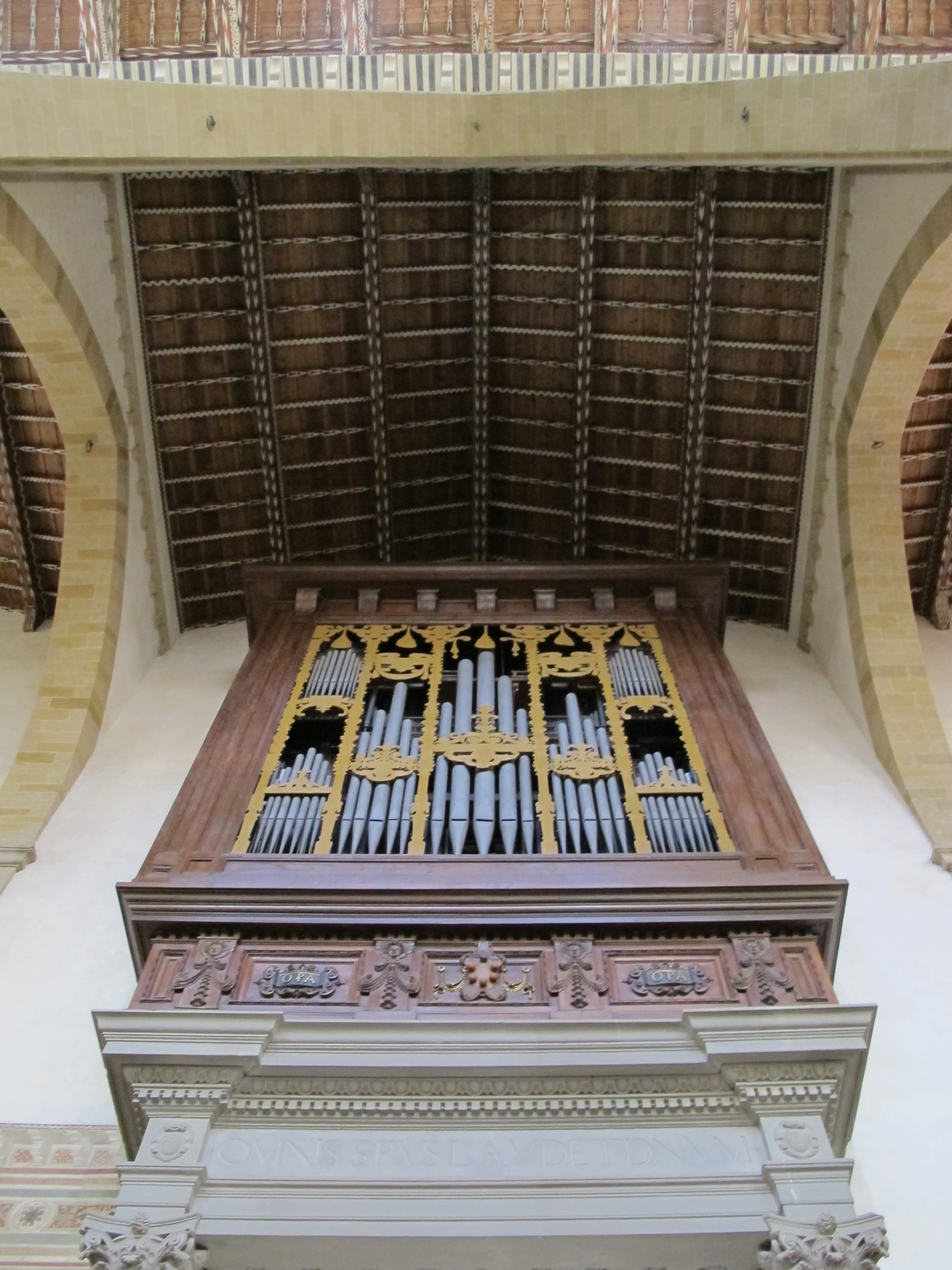
La cassa e la cantoria di destra

Durante i lavori di restauro condotti da Giorgio Vasari verso la metà del XVI secolo, furono costruite nella basilica due cantorie marmoree simmetriche contrapposte; quella di destra rimase vuota, mentre quella di sinistra venne dotata di un organo a canne, realizzato dall'organaro toscano Onofrio Zefferini tra il 1575 e il 1579 (e inaugurato il 6 giugno dello stesso anno), con cassa progettata dallo stesso Vasari. Nel 1929, lo strumento, che aveva mantenuto le sue caratteristiche originarie quasi invariate, venne demolito e la Pontificia Fabbrica d'organi Comm. Giovanni Tamburini incaricata di costruire un organo più grande seguendo gli standard stilistici e fonici dell'epoca (opus 368). Quindi, sulla cantoria destra, rimasta vuota nel corso dei secoli, venne costruita una cassa per accogliere parte delle canne riproponendo lo schema di quella del Vasari che, riadattata, rimase sulla sua cantoria e accolse parte del nuovo materiale fonico. Durante l'alluvione di Firenze del 4 novembre 1966, la consolle venne irreparabilmente danneggiata come anche furono distrutte le centraline elettroniche; il materiale danneggiato fu sostituito con un importante intervento di restauro, dopo il quale l'organo tornò a suonare. Un altro restauro importante è stato condotto dalla ditta Mascioni nel 2009-2010.
Attualmente (2011) l'organo, a trasmissione elettronica revisionata dalla ditta Mascioni, ha quattro tastiere di 61 note ciascuna ed una pedaliera concavo-radiale di 32. Le canne sono collocate in tre corpi distinti:
- quelle del Grand'Organo, dell'Espressivo (rispettivamente II e III tastiera) e di parte del Pedale sono collocate nella nuova cassa realizzata nel 1926 sopra la cantoria di destra;
- quelle del Positivo espressivo (I tastiera) e di parte del Pedale nella cassa antica sulla cantoria di sinistra;
- quelle del Corale espressivo (IV tastiera) in una cassa priva di mostra posta dietro la pala dell'altar maggiore.

## Il Museo

### Il convento e la storia del museo
Alla basilica corrispondeva uno dei più grandi conventi cittadini. Come a Santa Maria Novella gli ambienti vennero gradualmente secolarizzati a partire dalla fine del Settecento e destinati ad altri usi. Per esempio la Biblioteca Nazionale Centrale di Firenze sorge su un terreno che prima faceva parte del convento e oggi, fra le varie attività che si tengono nell'ex-cenobio si annoverano una scuola elementare e una scuola per artigiani del cuoio.
La parte più monumentale del complesso, costituita dall'ex refettorio con il Cenacolo fu allestita come museo già dal 2 novembre del 1900, sotto la direzione di Guido Carocci, dove già esisteva un deposito di opere d'arte, in parte provenienti dalle demolizioni del centro storico del periodo del Risanamento (frammenti architettonici che oggi si trovano nel lapidario del Museo nazionale di San Marco). Il museo venne gradualmente ampliato e inaugurato con un nuovo allestimento il 26 marzo 1959 come Museo dell'Opera di Santa Croce, con i due chiostri, il refettorio principale e qualche altro ambiente, ma il disastro dell'alluvione di Firenze, con l'acqua che qui arrivò a 4,88 metri, rese necessario un lungo periodo di chiusura per approntare i necessari restauri. Venne riaperto solo nel 1975 e un anno dopo, in occasione del decennale dell'alluvione, il martoriato Crocifisso di Cimabue veniva riportato nel museo.
Dal 2000 circa tutto il complesso basilicale fu convertito in un unico grande museo con un unico biglietto a pagamento, che da una parte ha ridotto l'impatto del turismo di massa sui tesori della basilica, dall'altro ha innescato le tipiche polemiche di quando si destina un edificio di culto consacrato a uso museale, impoverendo il ruolo spirituale di questi ambienti. A fronte di questi cambiamenti oggi non ha più molto senso di parlare di Museo dell'Opera di Santa Croce, essendo tutto il complesso diventato museo.
Nel novembre 2006, appena dopo le celebrazioni per il quarantennale dell'alluvione, diciannove opere pittoriche di grande pregio sono tornate al loro posto dopo un meticoloso e complesso restauro, oggi esposte in un allestimento apposito nel refettorio.
In occasione del cinquantesimo anniversario dell'alluvione, la grandiosa tavola dell'Ultima Cena di Giorgio Vasari, all'epoca divisa in grandi segmenti e in deposito da quarant'anni, è stata ricollocata dopo che è stato ultimato il restauro dall'Opificio delle pietre dure.
Nel 2008 il museo è stato visitato da 837.575 persone.

### I chiostri e la Cappella Pazzi

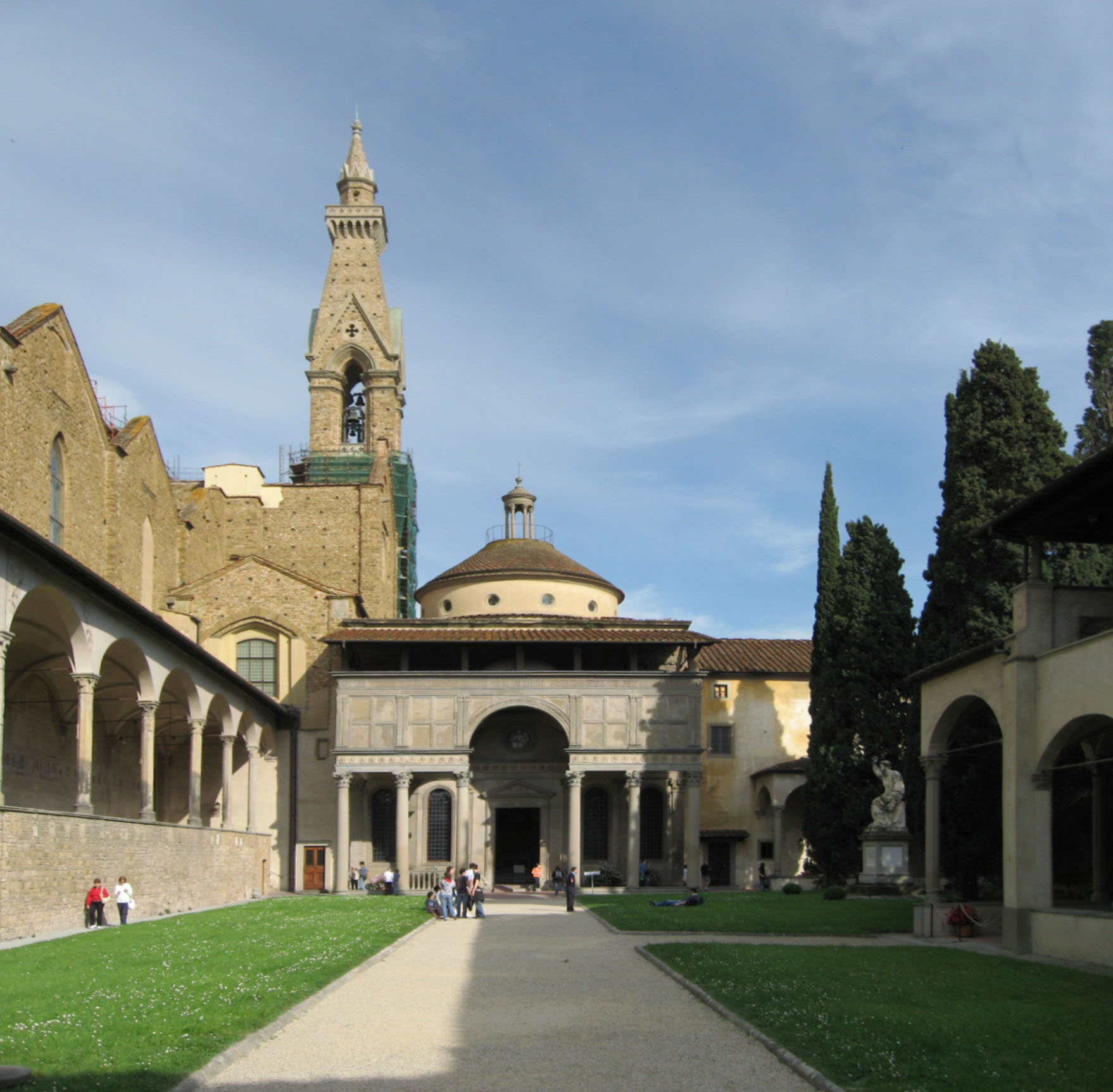
Il Chiostro e la Cappella Pazzi

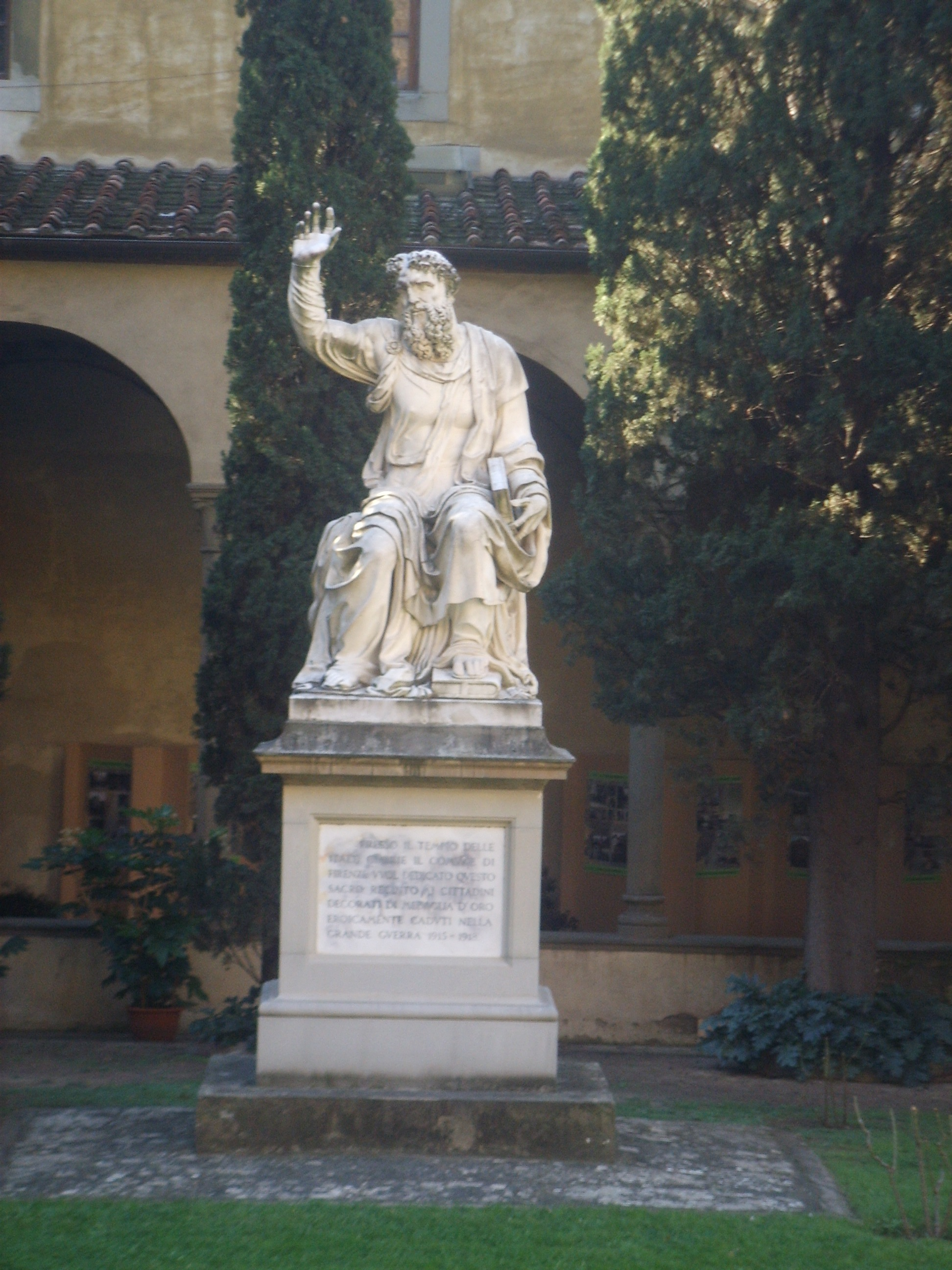
Il Dio padre di Baccio Bandinelli, chiostro grande

Il chiostro trecentesco (ma con sostituzioni e integrazioni degli elementi architettonici nel tempo) si trova sul lato destro della facciata della Basilica e introduce alla Cappella Pazzi. Era originariamente composto da due chiostri distinti, quello rettangolare prospiciente Cappella Pazzi ed uno quadrato (demolito con il palazzo dell’Inquisizione nel 19º secolo, al tempo della facciata di Matas), oggi uniti nella paradossale pianta a forma di “P”. Sul lato destro della facciata si trova una rientranza dove dieci cipressi circondano le statue di Dio Padre seduto (1556), di Baccio Bandinelli, che in origine si trovava nel coro della cattedrale di Santa Maria del Fiore e che fu posta nell'attuale collocazione nel 1843, e quella del Guerriero bronzeo di Henry Moore. Tale spazio costituisce il Parco della Rimembranza che ricorda dieci soldati residenti nel comune di Firenze che sono deceduti durante la Prima guerra mondiale e che sono stati decorati della medaglia d’oro al valore militare. Al momento dell'inaugurazione, nel 1923, il parco si trovava in piazza Santa Croce e fu spostato nella posiziona attuale agli inizi degli anni Cinquanta del XX secolo. Molto probabilmente in quest'occasione fu inserita la lapide ai caduti che si trova sul basamento della statua di Dio Padre seduto.
La Cappella dei Pazzi è un capolavoro di Filippo Brunelleschi e di tutta l'architettura rinascimentale, mirabile esempio di armonia spaziale raggiunta in tutti i suoi elementi strutturali e decorativi. Il portichetto della facciata è da alcuni attribuito alla continuazione di Giuliano da Sangallo, ma altri invece lo fanno risalire ai disegni del maestro. Il fregio con medaglioni e teste di cherubini è di Desiderio da Settignano, mentre la volta a botte è decorata da tondi e rosoncini di Luca della Robbia, autore anche della lunetta sull'ingresso; le porte lignee sono stati intagliati da Giuliano da Maiano nel 1472. All'interno la decorazione plastica è strettamente subordinata all'architettura, coi dodici grandi medaglioni degli Apostoli, tra le migliori creazioni di Luca della Robbia, il fregio coi Cherubini e l'Agnello, e gli altri 4 tondi policromi con gli Evangelisti, attribuiti a Andrea della Robbia o al Brunelleschi stesso che ne avrebbe curato il disegno. La vetrata è stata realizzata su disegno di Alesso Baldovinetti.
Accanto alla cappella Pazzi la cripta della Cappella Castellani ospita l'allestimento di una mostra permanente sull'opera dell'incisore Pietro Parigi.
Sul lato nord si trova la galleria dei monumenti funebri, soprattutto ottocenteschi, che affollavano il primo chiostro e che furono qui spostati e ricomposti dal 1964 al 1986. Il lungo passaggio corre sotto il porticato con loggia del lato nord, ed è lastricato sia sul pavimento che sulle pareti dai monumenti funebri. Tra questi spiccano quello alla cantante Virginia de Blasis di Luigi Pampaloni (1839), quello a Giuseppe Sabatelli di Ulisse Cambi (1844) e quello al musicista Giovanni Pacini di Vincenzo Consani (1874). Al piano soprastante, sotto il loggiato, si trova il monumento a Louise de Favreau, capolavoro della scultrice francese Félicie de Fauveau (1856). 

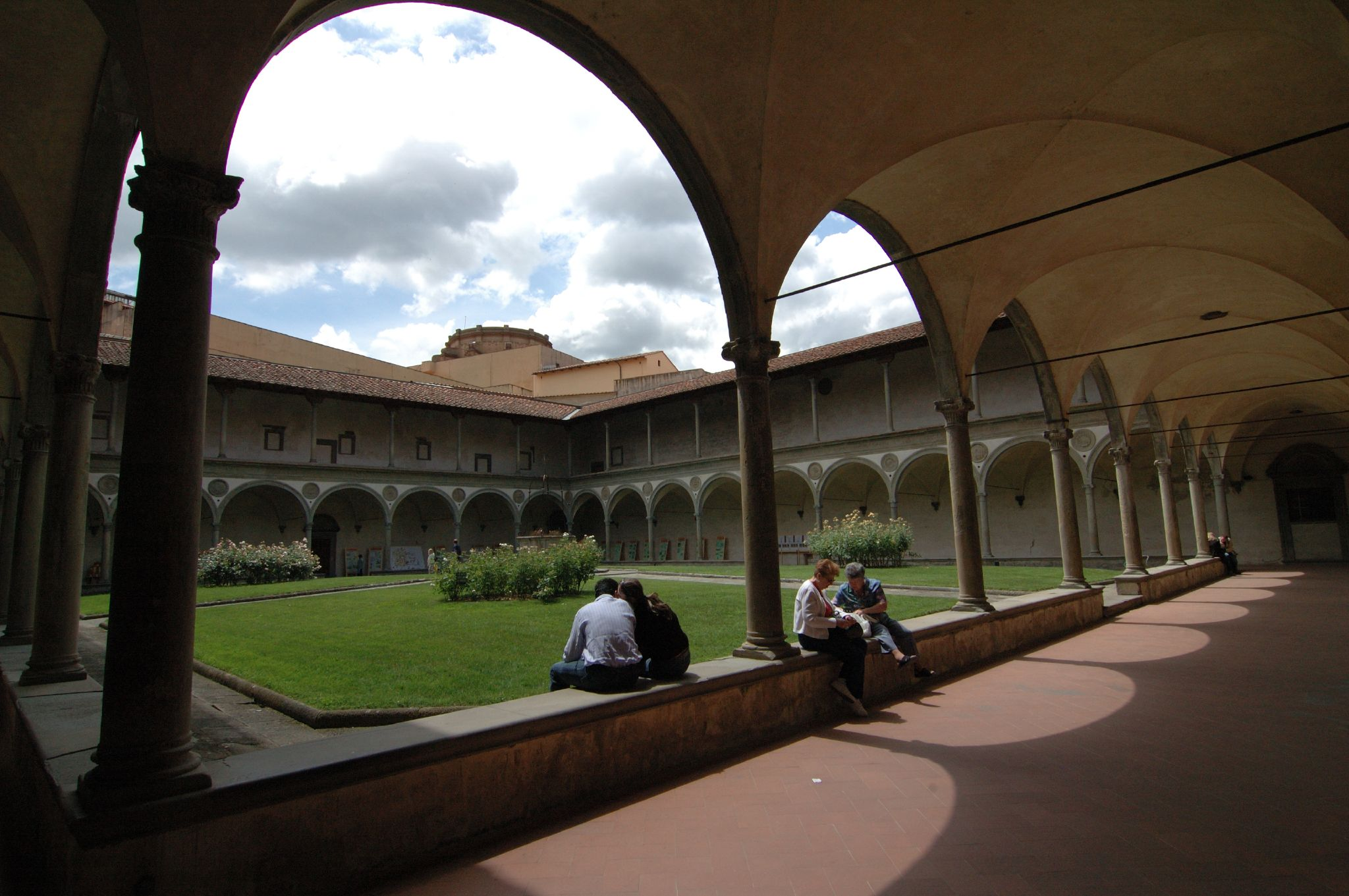
Il secondo chiostro

Sono restati invece in sede sulla parete d'ingresso i monumenti a Girolamo Segato, della scuola di Lorenzo Bartolini, quello a Florence Nightingale e quello al patriota Giuseppe La Farina (di Michele Auteri Pomar, 1877).
Il secondo chiostro ha partitura quadrata con pozzo centrale, opera del 1453 di grande eleganza, da alcuni attribuito al disegno di Brunelleschi, anche se è più probabile l'intervento di Bernardo Rossellino. È realizzato interamente in pietra serena, con arcate a tutto sesto che reggono una loggetta architravate al primo piano. I pennacchi tra gli archi hanno una raffinata decorazione a graffiti e tondi in rilievo, con stemmi e imprese. Sul secondo chiostro si affaccia la Biblioteca Nazionale Centrale di Firenze, che usa gli ambienti al primo piano sui lati sud ed est.

### Il refettorio
Il percorso espositivo prosegue con la visita dei locali del Refettorio trecentesco dove sono posti importanti esempi di arte sacra tra i quali spicca il Crocifisso di Cimabue, una delle opere d'arte più importanti di tutti i tempi, chiave nel passaggio dalla pittura bizantina a quella moderna, diventato tristemente famoso come simbolo della distruzione causata dall'alluvione del 1966; nonostante il restauro la superficie pittorica è andata in gran parte perduta e per poterlo ammirare appieno ci restano solo le fotografie precedenti al disastro.

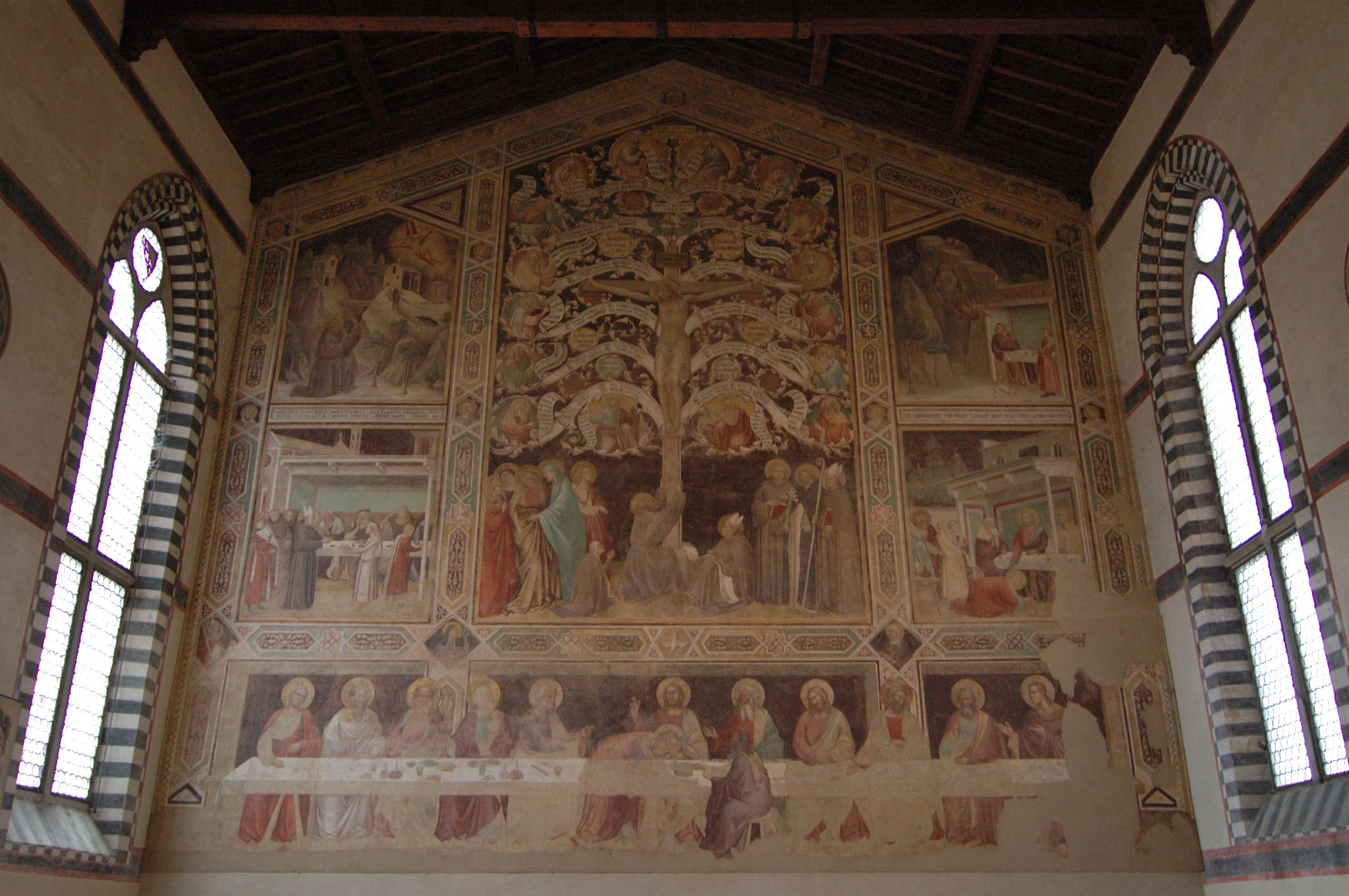
Il Cenacolo di Taddeo Gaddi

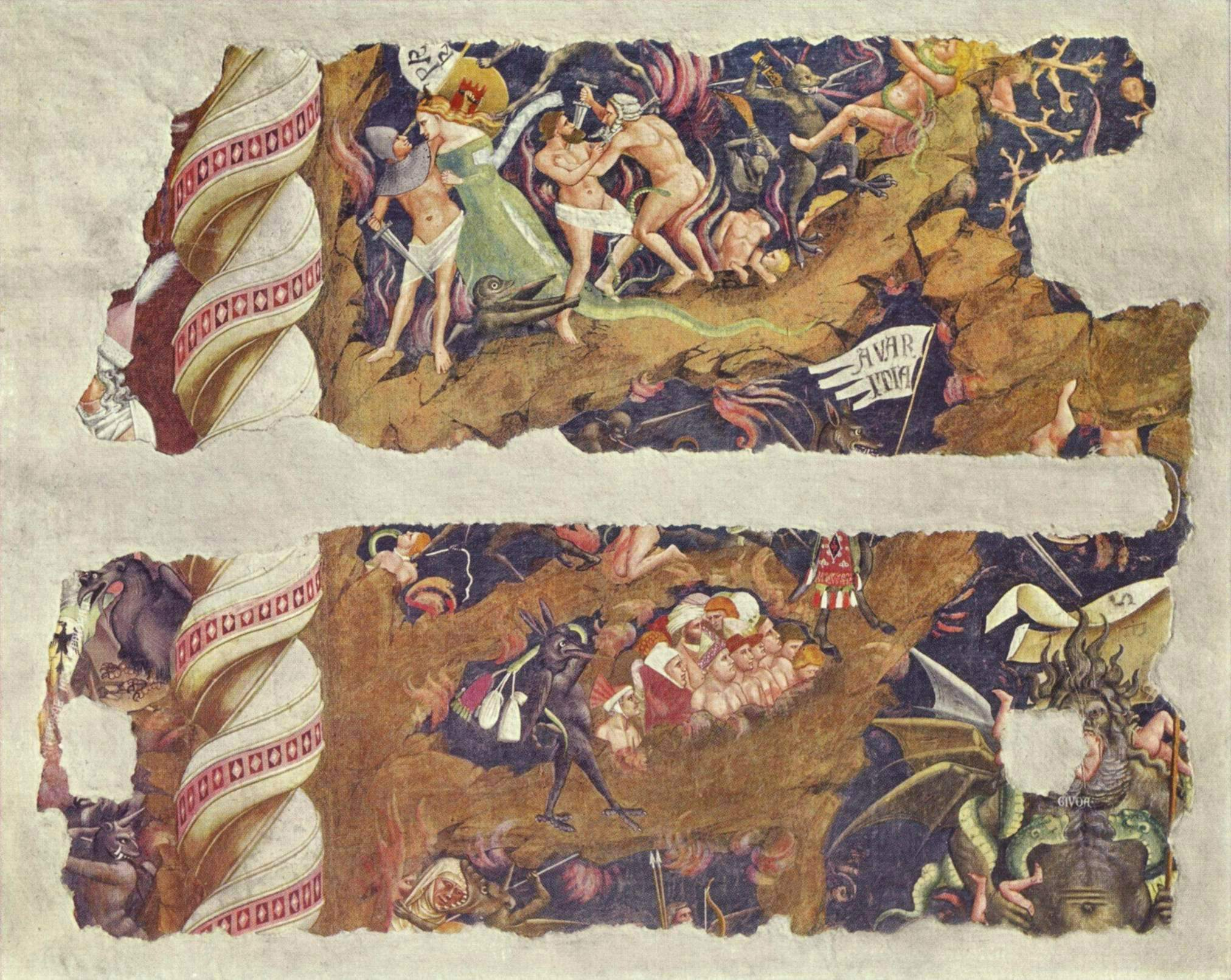
Frammento del Trionfo della Morte dell'Orcagna

La parete ovest del refettorio è dominata dalla grande serie di affreschi di Taddeo Gaddi, che la ricoprono interamente (1333). Lo schema delle decorazioni diventerà tipico per i cenacoli conventuali, con una Crocifissione, qui rappresentata come Albero della Vita (iconografia tratta dal Lignum Vitae di san Bonaventura), contornata da alcune scene fra le quali spicca l'Ultima cena in basso, primo prototipo dei cenacoli fiorentini che andranno a decorare i refettori dei più prestigiosi conventi e monasteri della città. Le altre scene che compongono l'insieme sono tutti spunti sui quali i frati potevano riflettere durante il pasto:
- San Benedetto in solitudine
- Gesù a cena dal Fariseo
- San Francesco che riceve le stimmate
- Storia di san Ludovico di Tolosa

Alle pareti sono poi esposti sei frammenti di affreschi di Andrea Orcagna, ritrovati sotto l'intonaco cinquecentesco nella navata destra della chiesa. Probabilmente erano stati gravemente danneggiati dall'alluvione del 1557, tanto da costringere il Vasari (che sicuramente non coprì l'opera antica per solo spirito di rinnovamento stilistico, essendo un estremo ammiratore degli antichi maestri fiorentini) a realizzare nuovi altari in pietra serena su un muro a intonaco bianco. I frammenti ritrovati sono comunque notevoli per la vigorosa e drammatica narrazione nelle scene, con un colorito linguaggio pittorico. Vi si distinguono un Trionfo della Morte, un Giudizio Universale e una parte di Inferno. Altri affreschi tre-quattrocenteschi sono la lunetta mutila del Compianto di Taddeo Gaddi, già sulla porta della navata sinistra, e la veduta della città di Firenze nella Venuta dei Francescani a Firenze, di Giovanni del Biondo, dove si può riconoscere l'aspetto di piazza del Duomo verso il 1380, con la facciata arnolfiana di Santa Maria del Fiore.
La statua di San Ludovico di Tolosa è una poderosa opera di Donatello, una delle pochissime in bronzo dorato del grande scultore fiorentino (1423-1424), inizialmente realizzata per una nicchia di Orsanmichele, fu poi spodestata dall'Incredulità di san Tommaso di Verrocchio nel 1487 e collocata per più di tre secoli e mezzo al centro della facciata incompiuta di Santa Croce. La statua di Donatello fu uno dei primi grandi bronzi fusi dall'epoca dell'antichità, sebbene venissero assemblati più pezzi, per facilitare la doratura. Vibrante è il contrasto tra la testa e la mano, scolpita con delicato realismo, e la pesantezza del panneggio che nasconde tutto il corpo.
Sempre nel refettorio, vicino alla porta della seconda sala, si trova l'affresco staccato dei Santi Giovanni Battista e Francesco, frammento di un'opera più ampia, nel tipico stile luminoso di Domenico Veneziano, con influssi di Andrea del Castagno (al quale era anche stata attribuita). Si trovava originariamente nel coro e poi sulla parete della navata destra della chiesa.
Qui sono inoltre state esposte le diciannove pale (dipinti su tavola o su tela) danneggiate durante l'alluvione e ricollocate solo nel 2006, al termine di un lungo e capillare lavoro di restauro:
- Madonna col Bambino e santi di Nardo di Cione,
- Incoronazione della Vergine di Lorenzo di Niccolò,
- Polittico di san Giovanni Gualberto di Giovanni del Biondo,
- San Jacopo di Lorenzo Monaco,
- San Bernardino da Siena di Rossello di Jacopo Franchi,
- San Bonaventura di Domenico di Michelino,
- Deposizione dalla Croce di Francesco Salviati (che ha subito un recupero quasi miracoloso, dopo che fu ritrovata dilaniata a pezzi), realizzata nel 1548 per la cappella Dini, già in controfacciata, alla destra del portale principale, dove è oggi la Tomba di Giovan Battista Niccolini.
- Discesa di Cristo al Limbo di Agnolo Bronzino, tavola dipinta nel 1552 per l'altare di Giovanni di Piero Zanchini già nella controfacciata della chiesa alla sinistra del portale principale. La pala, permeata del particolare, morbido michelangiolismo del pittore, fu lodata dai contemporanei per la bellezza dei nudi in pose diversificate, e, come le coeve Deposizione di Salviati ed il perduto Martirio di San Sigismondo di Vasari, fu al centro di una sfida formale sulla composizione gremita di figure. Più tardi, nel clima controriformato, l'insieme dei nudi fu accusato di distogliere dalla devozione ed il dipinto subì una censura (tanto che solo in seguito al restauro sono stati riscoperti dei dettagli "scabrosi" di demoni). Nella pala sono diversi ritratti, molti di letterati anche amici del pittore. In alto a sinistra, accanto all'effigie del committente nelle vesti del profeta Elia, il Bronzino si raffigura nelle vesti di re Davide, poiché era anche poeta, dietro la spalla destra di Cristo è il ritratto di Pontormo, mentre sotto il suo braccio destro si vede il volto del giovane Allori.[25]
- Trinità del Cigoli (1592).

### Le altre sale

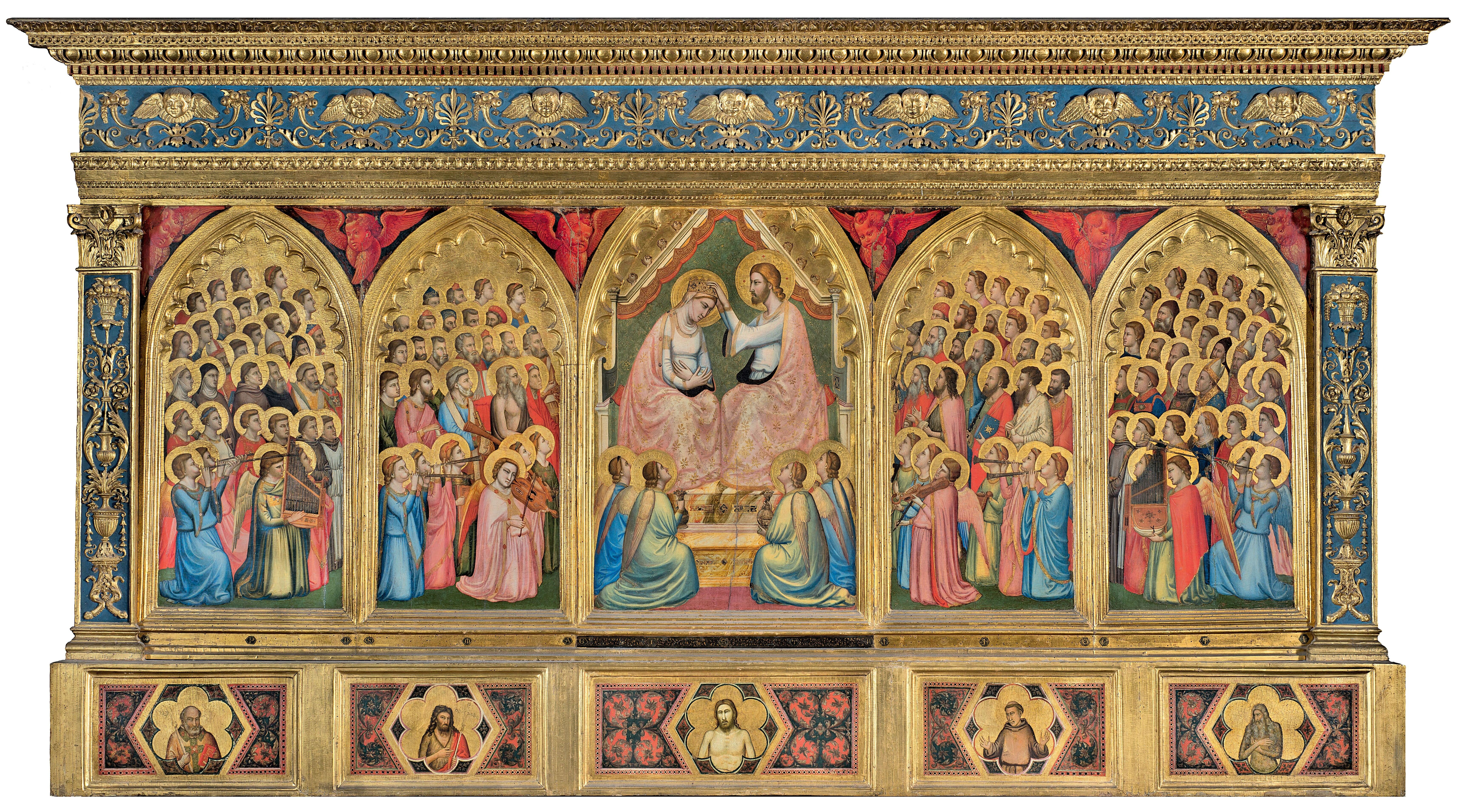
Il Polittico Baroncelli

Nelle altre cinque sale sono conservate altre pregevoli opere provenienti dalla chiesa e dal convento.
La seconda sala ospita frammenti di affreschi e di vetrate, con opere di Neri di Bicci e, per attribuzione, a Giotto e a Alesso Baldovinetti. Vi sono inoltre modellini ottocenteschi del campanile e della facciata e alcuni dipinti. La lunetta con San Francesco morente che distribuisce il pane ai frati è opera di Jacopo Ligozzi, la cui sinopia si trova nella sala sei. Durante il restauro della Cappella Baroncelli qui è stato conservato il Polittico Baroncelli attribuito a Giotto o a Taddeo Gaddi. A Giotto è attribuito anche un frammento di affresco denominato Madonna dolente.
La terza sala, anticamente Cappella dei Cerchi, ospita affreschi staccati e robbiane, tra le quali una di Andrea della Robbia, due busti di Giovanni della Robbia e una Madonna col Bambino di Benedetto Buglioni. La croce dipinta è di Lippo di Benivieni, mentre gli affreschi staccati, già facenti parte della decorazione originaria della cappella, sono attribuiti a Niccolò di Pietro Gerini (cornici decorate) e al Maestro di San Martino a Mensola (Maestà con santi).
La quarta sala ha affreschi e sinopie del Tre e Quattrocento. La quinta sala mostra la ricostruzione del monumento a Gastone della Torre di Tino da Camaino, altre sculture soprattutto trecentesche (tra cui alcune di Tino di Camaiono e due formelle attribuite a Giambologna) e i modelli in gesso per le statue ottocentesche che decorano la facciata. La sesta e ultima sala presenta alcuni affreschi staccati, tra i quali ne spiccano tre, opera di Matteo Rosselli.

## Gli orti
Una serie di antichi orti corrispondono al retro della chiesa, ricchi di alberi (con alcuni grandi esemplari di bagolari, cedri dell'Atlante e dell'Himalaia) sono oggi aree di pertinenza delle scuole Scuola-Città Pestalozzi e Vittorio Veneto, della Biblioteca Nazionale Centrale di Firenze e della Scuola del Cuoio.

## Confraternite
Nella grande basilica e nei suoi annessi (soprattutto negli estesi sotterranei) si riunirono nel tempo molte Compagnie o confraternite. Tra le più importanti ci furono:
- Compagnia di Santa Maria delle Laudi di Santa Croce
- Compagnia del Gesù o della Disciplina di Santa Croce
- Compagnia di San Francesco del Martello
- Compagnia del Bernardino
- Compagnia di San Francesco e Santa Maria Maddalena
- Compagnia della Natività di Maria Vergine dei Librai
- Compagnia di Sant'Antonio Abate dei Macellari
- Compagnia di Sant'Antonio dei Rammendatori
- Compagnia di San Bonaventura dei Carcerati
- Compagnia di Santa Maria di Loreto
- Compagnia di San Filippo Benizi "nero"
- Compagnia del Beato Pietro pettinagnolo

## Opere già in Santa Croce
- Giotto e aiuti, Polittico Peruzzi, oggi nel North Carolina Museum of Art
- Giotto e aiuti, Eterno e angeli, oggi nel San Diego Museum of Art
- Taddeo Gaddi, Formelle dell'armadio della sacrestia di Santa Croce, oggi alla Galleria dell'Accademia di Firenze, all'Alte Pinakothek di Monaco e alla Gemäldegalerie di Berlino
- Filippo Lippi, Pala del Noviziato, oggi agli Uffizi

## Personalità sepolte o ricordate in Santa Croce
La basilica è il luogo di sepoltura di alcuni dei più illustri personaggi italiani, come Michelangelo Buonarroti, Galileo Galilei, Niccolò Machiavelli, Vittorio Alfieri, Ugo Foscolo, Gioachino Rossini.

Nonostante sia una chiesa cattolica, vi sono anche sepolture di persone non credenti, tra cui lo stesso Foscolo. La prima illustre personalità qui inumata fu Leonardo Bruni nella seconda metà del Quattrocento, mentre l'ultima persona sepolta effettivamente in Santa Croce fu Giovanni Gentile nel 1944. Numerose sono anche le targhe commemorative, come quella per Enrico Fermi, la cui tomba si trova negli Stati Uniti dove morì nel 1954.
- Leon Battista Alberti
- Dante Alighieri (cenotafio, il poeta è sepolto a Ravenna)
- Giovanni Acuto (targa commemorativa)
- Vittorio Alfieri
- Antonio Baldi, pittore
- Eugenio Barsanti
- Lorenzo Bartolini (cenotafio)
- Virginia de Blasis, soprano
- Ida Botti Scifoni, pittrice
- Leonardo Bruni
- Michelangelo Buonarroti
- Rosa Caiet Piattoli, pittrice
- Luigi Canina
- Gino Capponi
- Giulia Clary, moglie di Giuseppe Bonaparte, e la figlia Charlotte Napoléone Bonaparte
- Leonardo da Vinci (targa commemorativa)
- Luigi Cherubini (cenotafio)
- Bartolomeo Cristofori, inventore del fortepiano
- Cassono della Torre, arcivescovo di Milano e patriarca di Aquileia
- Enrico Fermi (targa commemorativa)
- Ugo Foscolo
- Galileo Galilei
- Giovanni Gentile
- Lorenzo Ghiberti
- Vittore Ghiberti
- Luigi Lanzi
- Mario Luzi (targa commemorativa)
- Niccolò Machiavelli
- Guglielmo Marconi (targa commemorativa)
- Carlo Marsuppini
- Pier Antonio Micheli
- Giuseppe Montani
- Raffaello Morghen
- Florence Nightingale (cenotafio)
- Michał Kleofas Ogiński
- Gioachino Rossini
- Giuseppe Sabatelli, pittore
- Girolamo Segato, scienziato
- Domenico Sestini, numismatico
- Luisa di Stolberg-Gedern, contessa d'Albany, moglie di Charles Edward Stuart (compagna di Vittorio Alfieri)
- Fortunata Sulgher, poetessa
- Angelo Tavanti